# 回転寿司
回転寿司（かいてんずし）とは、小皿に盛った各種の寿司を、客席沿いを回るコンベアに載せて供する寿司店。客は目の前を通る寿司を自由に選び取って食事する、半セルフサービス方式をとる。

## 概要

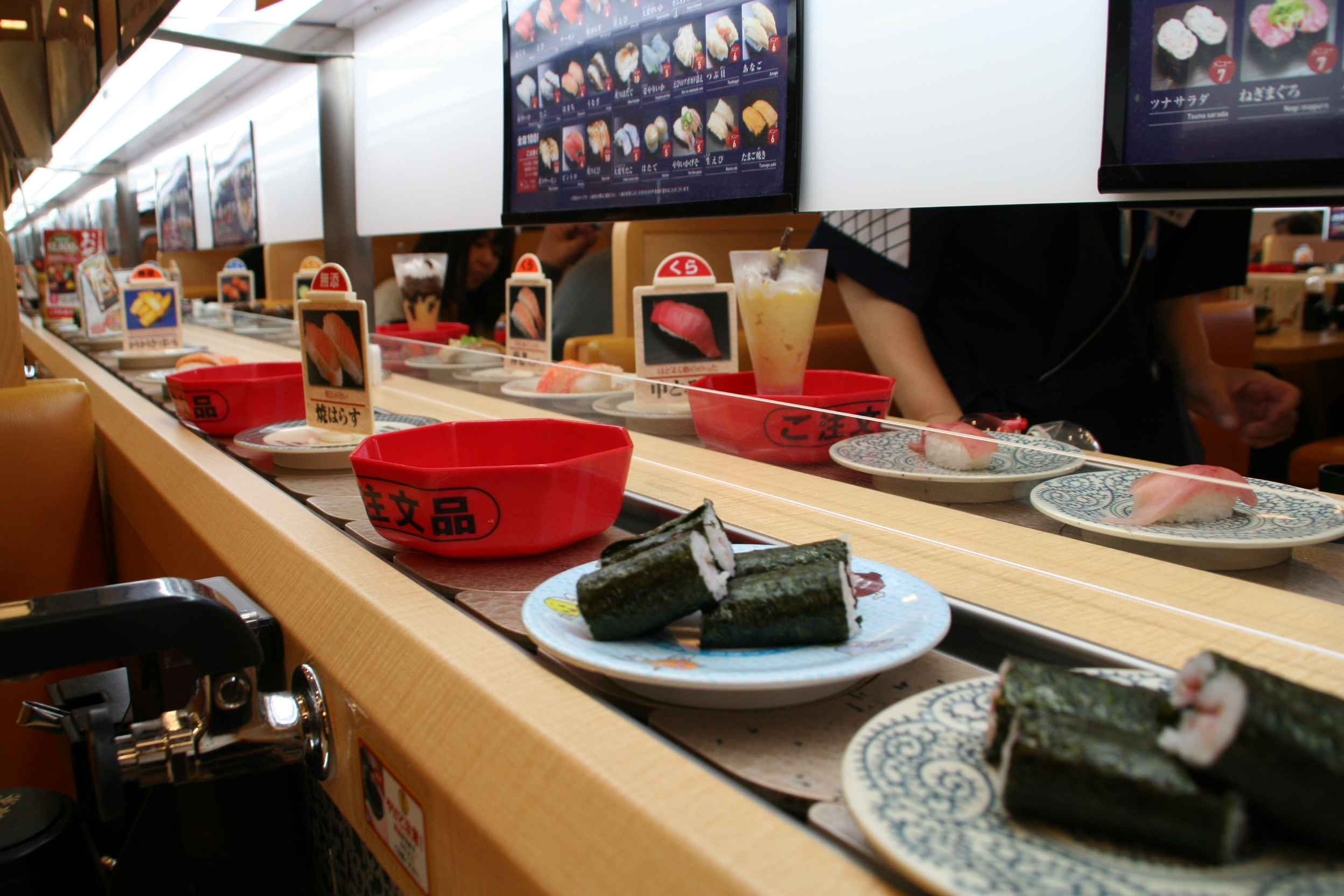
回転寿司店

寿司を盛った皿が、コンベアに載って店内を回転（周回）しているので回転寿司という。従来の寿司店より比較的安価だということも特徴の一つである。
価格は通常、皿の色柄によって何種類かに分かれていて（全皿均一価格の店もある）、食後に会計（精算）希望と伝えれば、店員が（色柄ごとに）皿の枚数を数え精算する。
レーン上を回る寿司は、広く人気が高い種類や、その日に食材の仕入れが多かった種類、原価が低めで儲けが大きい種類、店側が特にお勧めしたい種類など様々である。客は自分の好きなネタや美味しそうに見える皿を自由に取って食べる。また欲しい種類の寿司が流れてこない場合や、レーン上にあっても「握りたて」を食べたい場合は新たに注文できる。注文した品はどの客のものか分かるように、席を示す色や番号が表示された器に載せてレーン上を運ばれてくる。なお、回転寿司店であってもカウンター内に店員（寿司職人）がいる対面型の店では、客は職人に直接注文し、目の前で握られた寿司を受け取ることもできる。
寿司以外のメニューでは、サラダなどの副食類や、ケーキなどのデザートをレーンで回している店もある。温かい汁物や冷たい飲み物、アイスクリームなどは、客が注文してから席に届けるのが一般的である。
ガリやわさび、醤油など調味料は基本的に客席のテーブルやカウンター上に置かれているが、小袋に入れたものをレーンに載せて提供している店もある。大手回転寿司チェーン店の中には、子供などわさびが苦手な客への配慮や工程削減のために全皿さび抜きとし、客が食べる直前に好みの量のわさびをつける形式をとるところもある。

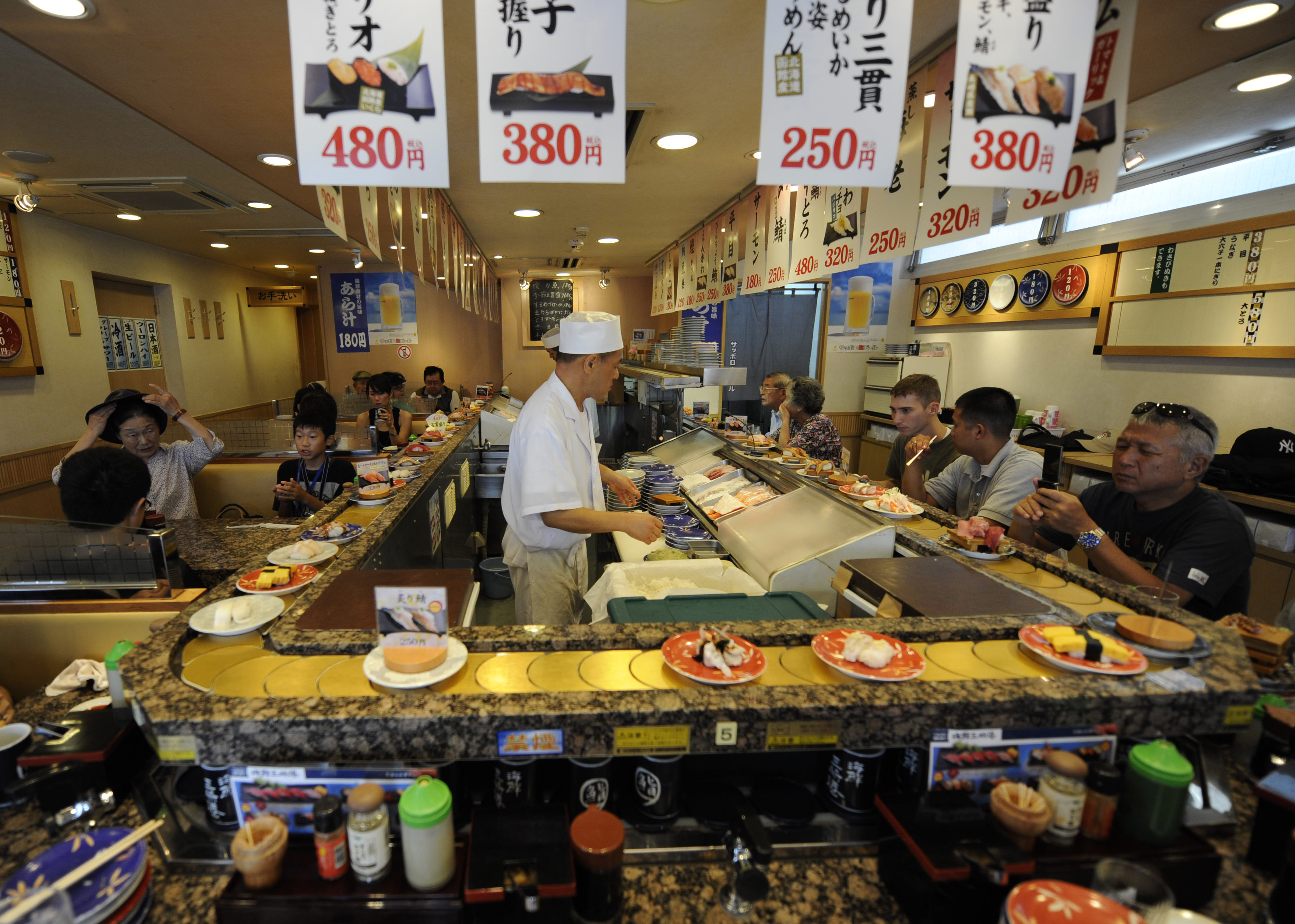
レーン上を価格毎に色分けされた皿が流れている（鎌倉市）
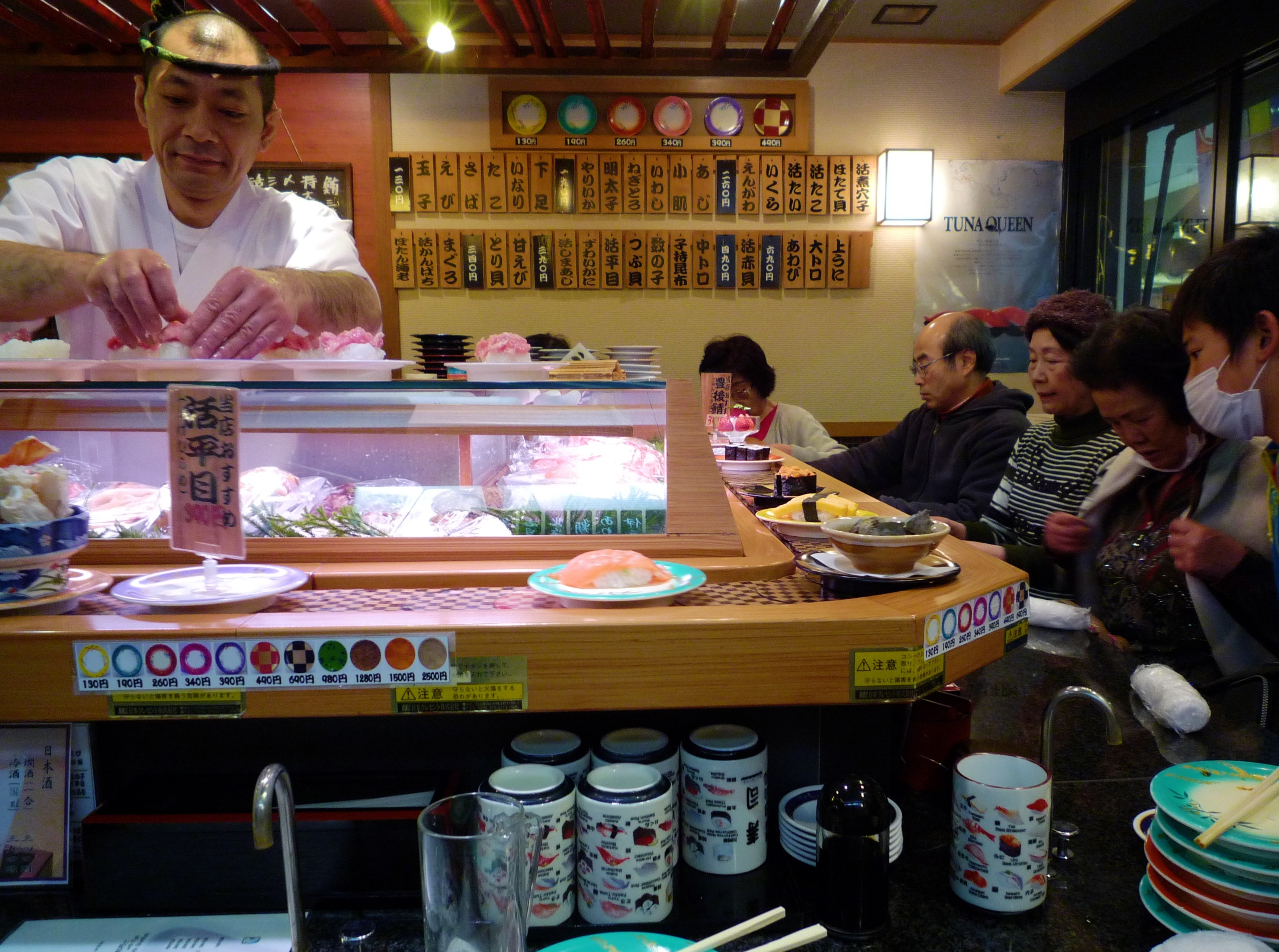
食材が客の目の前のガラスケースに並んでいる（東京都）
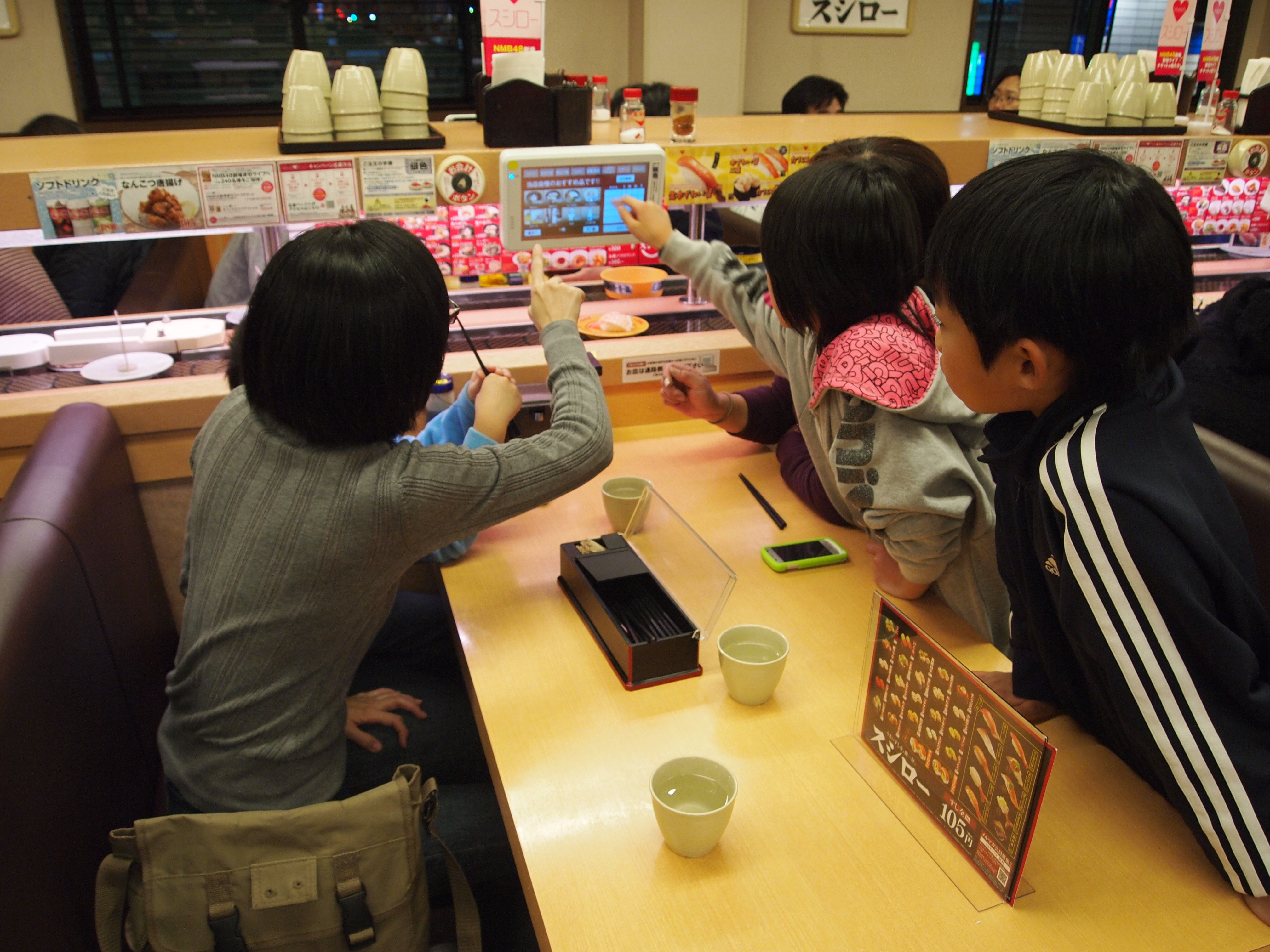
タッチパネルで好みの寿司を注文する客（スシロー）
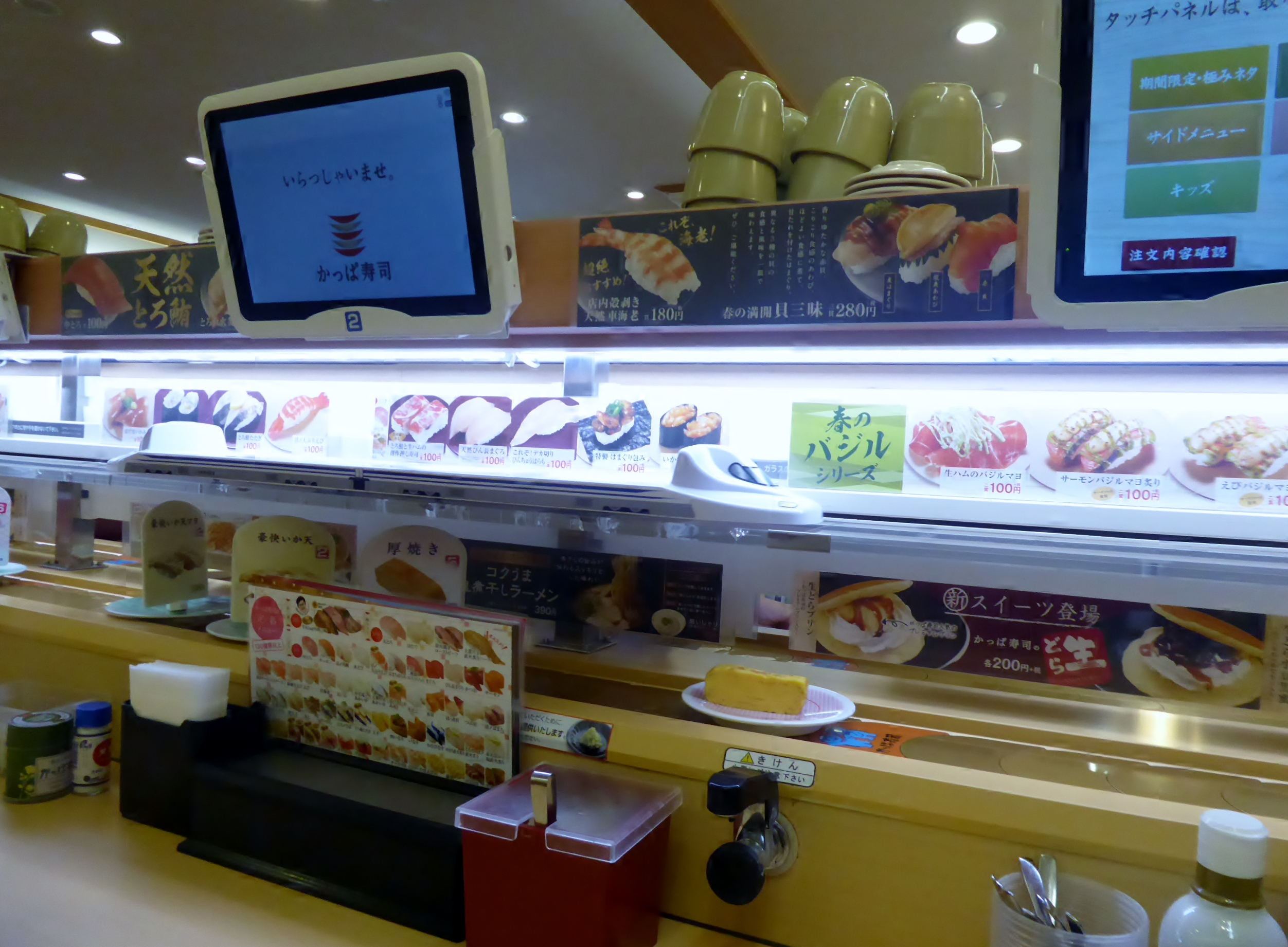
回転レーンの上に特急レーンが設置されている（かっぱ寿司）

## 歴史

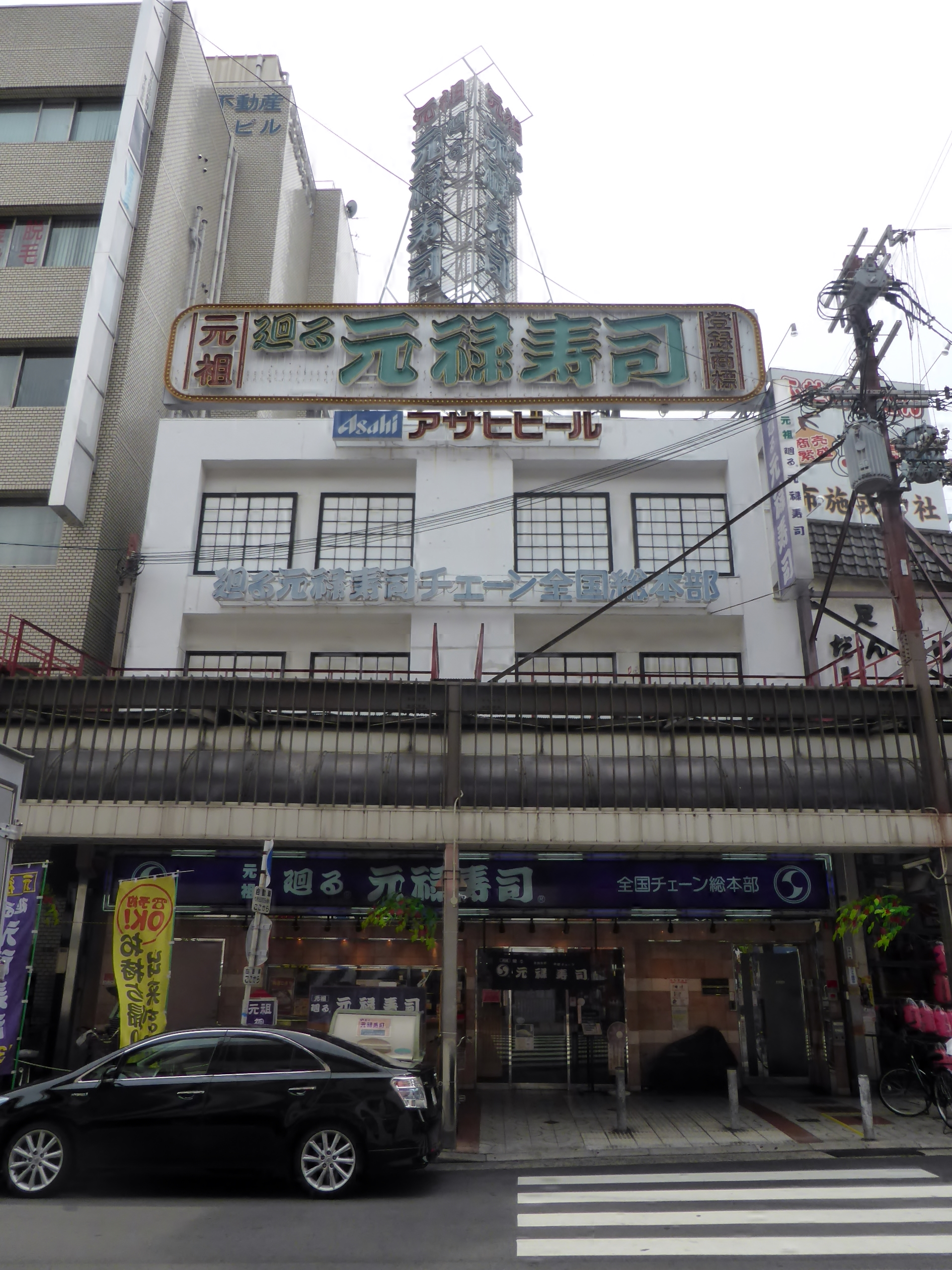
元禄寿司・本店

1958年（昭和33年）、大阪府布施市（現：東大阪市）に開店した「廻る元禄寿司 1号店」（元禄産業）が回転寿司の発祥の店である。
大阪の立ち食い寿司店経営者・白石義明が、ビール製造のベルトコンベアをヒントに、多数の客の注文を低コストで効率的にさばくことを目的として「コンベヤ旋廻食事台」を考案し、1958年（昭和33年）、大阪府布施市の近鉄布施駅北口に最初の回転寿司店「廻る元禄寿司」を開いた。「コンベヤ旋廻食事台」は、1962年（昭和37年）12月6日に「コンベヤ附調理食台」として白石義明の名義で実用新案登録（登録第579776号）されている。
西日本で店舗展開していた元禄寿司に対して、宮城県の企業「平禄寿司」（現：焼肉坂井ホールディングス）が東日本での元禄寿司の営業権契約を獲得し、1号店の誕生から10年後の1968年（昭和43年）7月、宮城県仙台市に元禄寿司のフランチャイズ店が開店した。元禄産業によると、これが「東日本で初めての回転寿司店」だという。同年12月には栃木県の企業「有限会社廻る元禄」（元気寿司の前身企業）が栃木県宇都宮市の東武宇都宮駅前に元禄寿司のフランチャイズ店を開店させ、関東地方にも回転寿司が広まった。1970年（昭和45年）に開催された日本万国博覧会に元禄寿司が出展し表彰されると一気に知名度が高まり、従来の寿司店の高級化傾向に対し、廉価さ、手軽さ、会計の明朗さで大衆客のニーズをとらえた。1975年（昭和50年）には、先述の有限会社廻る元禄が郊外への出店を始め、これが郊外型店舗が増加するきっかけとなった。1970年代以降、元禄寿司のフランチャイズは全国的に広まり最盛期には200店を超えた。

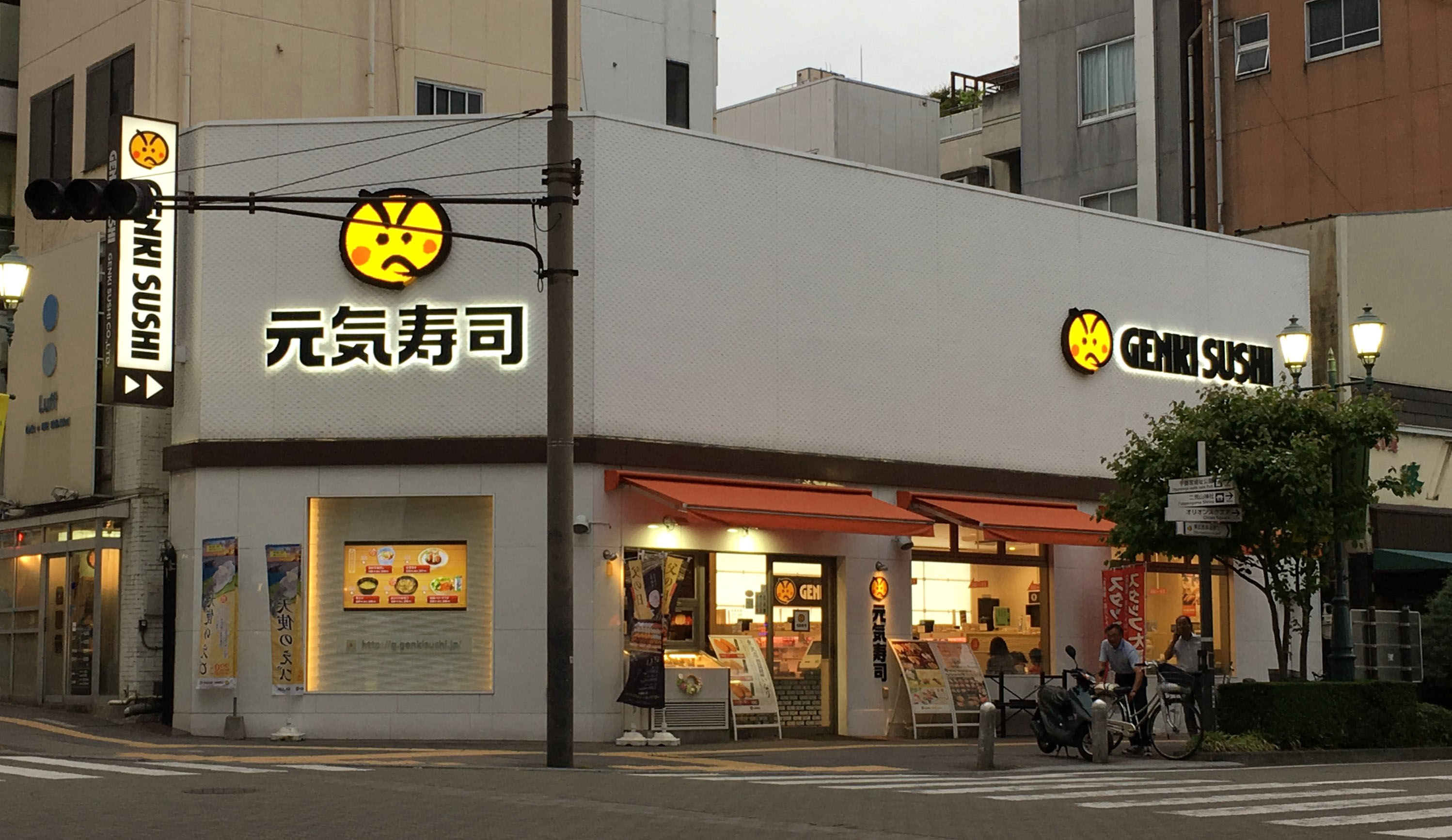
関東地方初の回転寿司店である元気寿司（旧：廻る元禄）東武店（栃木県宇都宮市、2019年6月撮影）

さらに、1978年（昭和53年）に「コンベヤ附調理食台」の権利が切れると、現在の大手となる企業など新規参入が相次ぎ競争が激化。また元禄寿司をフランチャイズ展開していた企業も、自前の店名ブランドを掲げ独立していった。
元禄産業は飲食店の名称として「まわる」「廻る」「回転」などを商標登録しており、後発の他店は「回転寿司」の名称を利用できない状況が続いていたが、1997年（平成9年）に元禄産業は飲食店における「回転」の使用を開放している。
回転寿司は装置類に大きな設備投資が必要なため、通常の飲食業と異なり「投資ビジネス」と呼ばれ、大資本の企業が大きな投資をして成功することが多く、少資本の小規模店舗は生き残りが困難とされている。そのため市場ではチェーン店や資本力のある店舗が勝ち残り、他は淘汰されてきている。回転寿司業者の経営破綻も、2013年（平成25年）から5年連続で20件を超えている。
帝国データバンクによる業界動向調査では2011年の業界売上が4636億円に対し2021年度は過去最高水準の7400億円規模であり、この間は順当に売り上げが伸びてきたと言える。しかし、2022年度には大手回転ずし各社で過度な広告宣伝や、ずさんな労務管理、秘密情報の盗み出しといった不祥事が報道やSNSなどを賑わせ、原料輸送機がロシア上空を横断できなくなったことに伴う原材料高騰と相まって大幅減益となった。大手回転ずし各社における「一皿100円すし」に代表される低価格競争は破綻を迎え、価格改定や実質的な値上げに舵を切っている。
2023年（令和5年）に入ると、複数の回転寿司チェーン店において、スシロー迷惑動画事件のような客による迷惑行為が相次ぎ社会問題化した。このことやフードロス問題を受けて、回転レーンによる商品提供を廃止し、客によるタッチパネル注文かつ従業員・専用の自動直送レーン・配膳ロボットなどにより直接商品を届ける「フルオーダーシステム」に切り替える店舗も発生した。同年には店舗の80%は回転させない状態で営業されている。タッチパネルディスプレイを導入した店舗においては、画面上で回転寿司のように動く商品をタップして注文できるようにして回転寿司の気分を再現する試みもある。
スシローでは2023年時点で最も注文が多いのは120円の皿だという。

## 店内配置

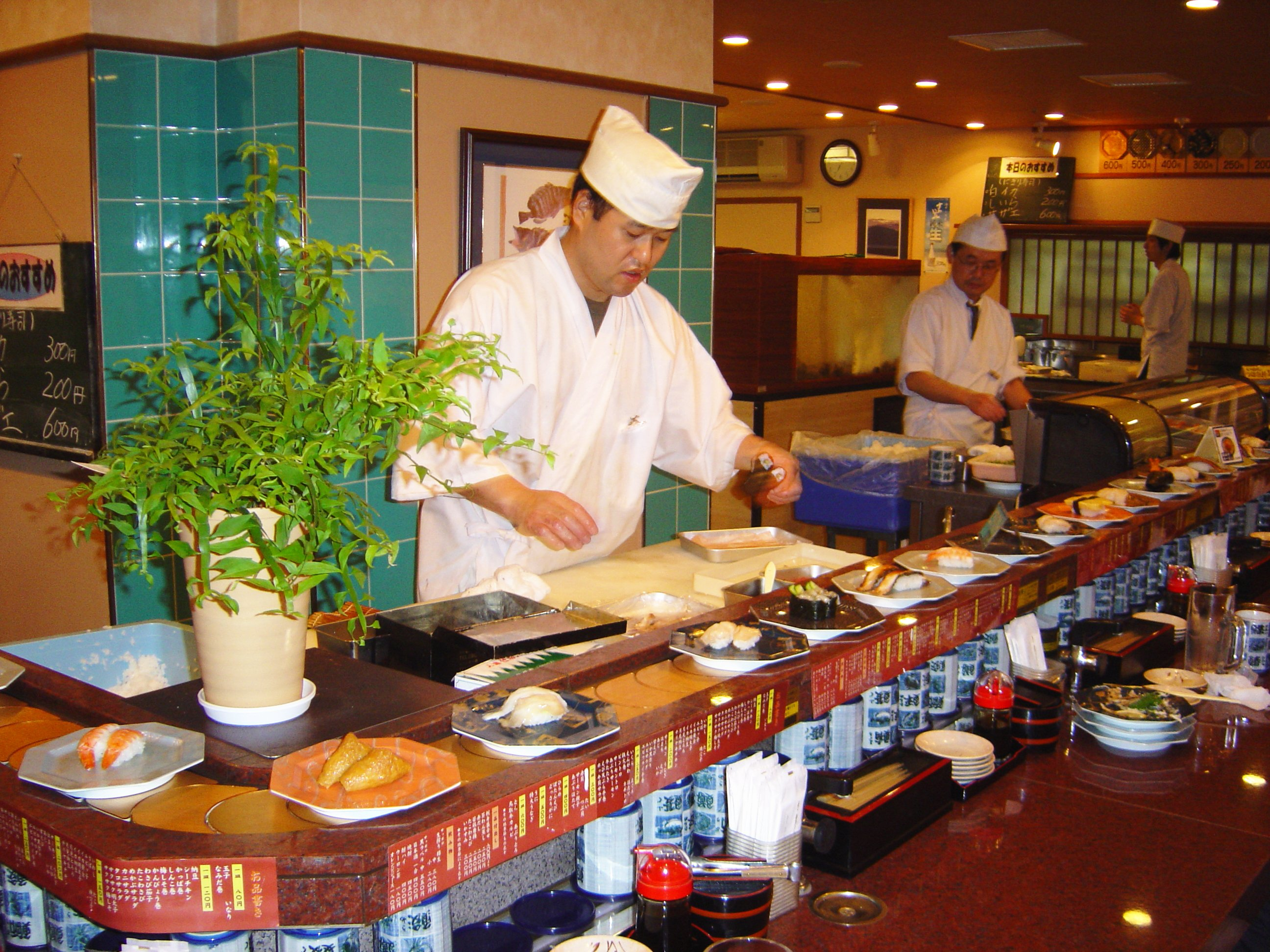
対面型回転寿司店。客の面前で職人が調理している

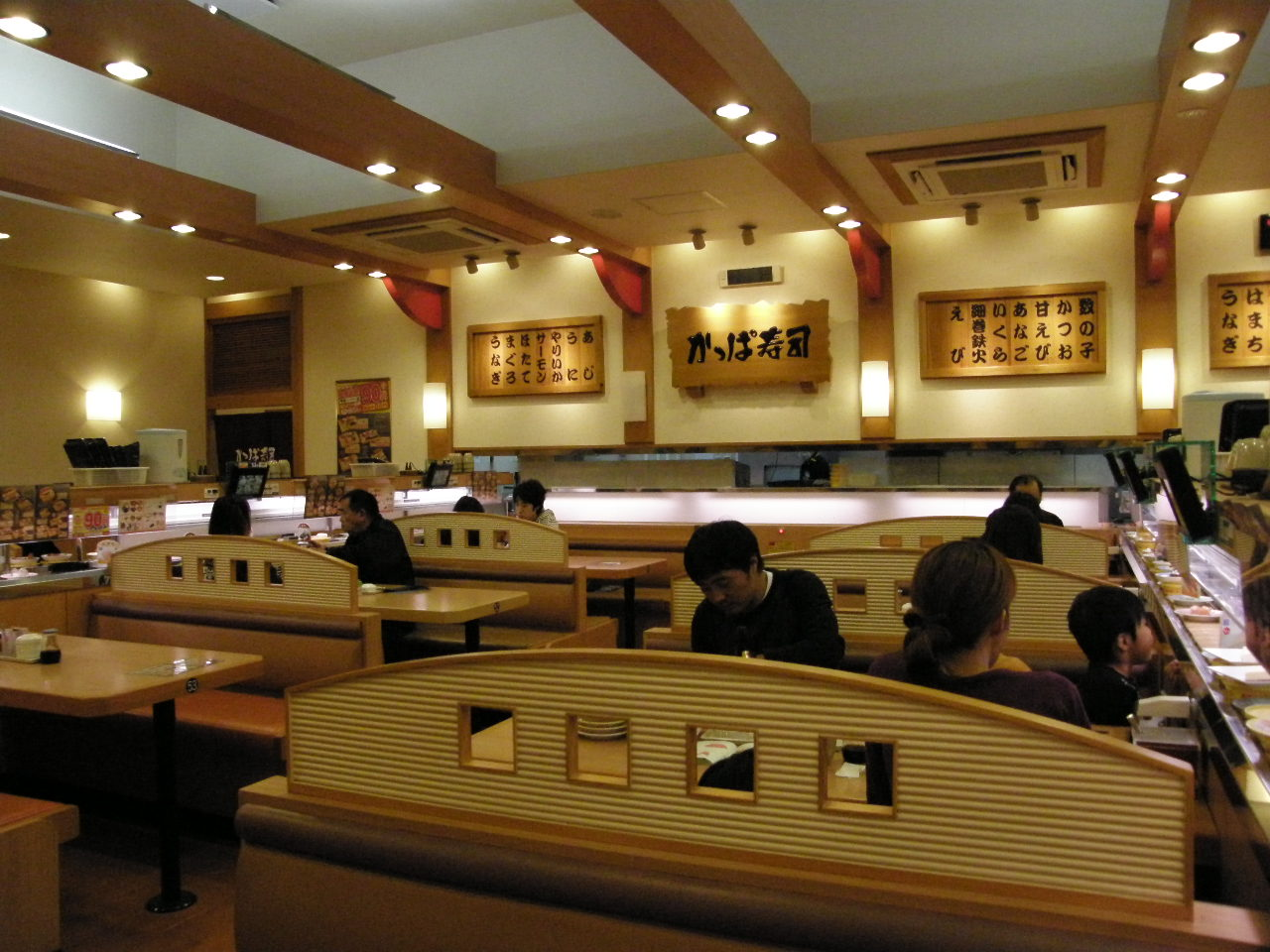
非対面型回転寿司店のボックス席。客席から寿司をつくる様子は見えない（かっぱ寿司）

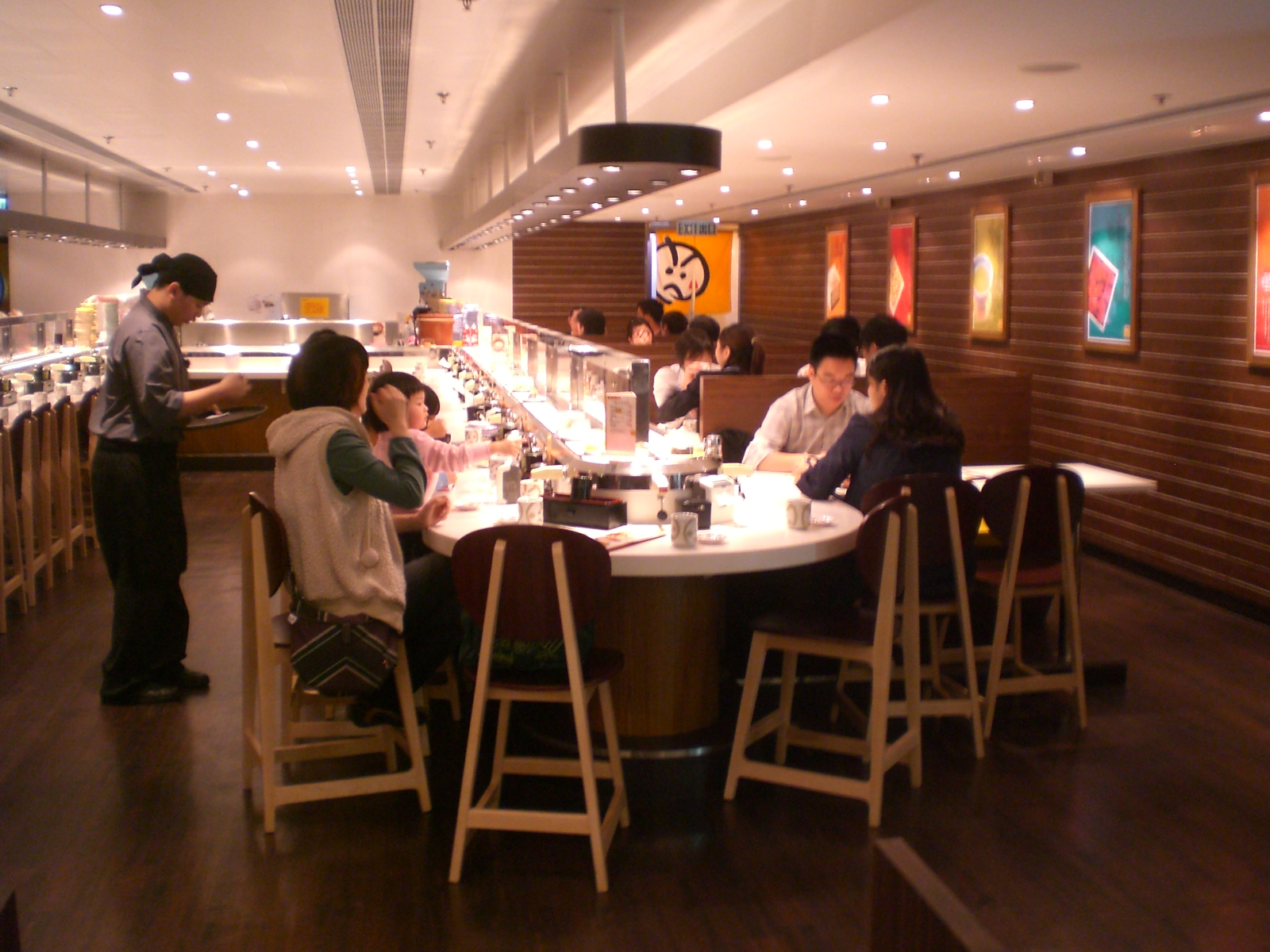
左側はカウンター席、右側はテーブル席（元気寿司）

店内配置は、大きく分けて次のような2つのタイプがある。
- 飲食スペースと同じ室内に寿司職人が位置し、これを囲むようにコンベアと客席が配置された対面型の店
- 飲食スペースと厨房が分離され、飲食スペースには厨房内から延びたコンベアと客席のみが設置されている非対面型の店

対面型は、従来のカウンター式寿司店と似た形状であり、寿司職人が客の目の前で調理する。初期の回転寿司店は皆この形態をとっていた。一皿数百円の価格設定で寿司ネタの質が相対的に高い店は対面型が多い。寿司桶に似せた形状のシャリ玉製造ロボットを利用し、職人経験のないアルバイト等の店員が接客と握りを行う、低価格の対面型店舗もある。
非対面型は、厨房に調理ロボット等の機械を導入し寿司職人未経験者でも調理できることから、基本一皿100円など低価格店を中心に数を増やしてきた。大手チェーンは非対面型の採用が多い。客が接する店員は少数の給仕要員に限られ、個別の注文や精算時の呼び出しなどは、客席に設置された液晶タッチパネル（かつてはインターホン）で行う。
初期のインターホン式では、注文を受けて作った寿司をレーンに乗せても、注文をした客のもとに届くまでに他の客に取られてしまうという難点があり、席による有利不利が見られた。このため、レーンに乗せる際に注文品であることを明示する札を載せたり、タッチパネル式と併用して注文品専用のレーンを設ける等の工夫がなされた。2020年のマルハニチロの調査では、「注文して握ってもらうネタを食べることが多い」と回答した者が全体の73.8%であり、特に女性では8割近くに達している。こうした流れを受けて、回転レーンを廃止しすべてタッチパネルによる注文に切り替える店舗が増えている。
客席は一般に、レーンを正面に見るような向きに座る「カウンター席」と、レーンの脇に箱状の空間をつくりテーブルとソファーが設置された「ボックス席」とがある。カウンター席は主に1名入店の客、ボックス席は主に家族など2〜3名以上のグループを想定した席である。駅前店など一人の入店者が多いと予想される店ではカウンター席の比率が高く、郊外店など家族連れなどが多い店はボックス席の比率が相対的に高いように設計されている。ボックス席のみでフルオーダー制とした店舗も登場している。

## 仕組み

### 低価格店
回転寿司の登場以前は、一般的な寿司店の客単価は最低5,000円前後であった。これに対し、一皿100円に設定されていることが多い回転寿司では、客単価が低くても座席数と回転数の大きさで利益を出すことが基本となる。
一般的な飲食店の原価率は30%程度であるが、寿司店ではウニやマグロでは一皿100円とすると80%前後の原価率となる。平均すると48%前後（スシローで48.3%）であり、これに通常、人件費や諸経費が50%以上必要であるため、原価率の高いネタだけでは採算が取れない。このため、回転寿司店では通常、原価率が20%以下といわれるツナマヨ、コーン、かっぱ巻き、タマゴなどのメニューや、10%の原価率の味噌汁などを置く。寿司店を名乗りながら寿司以外のメニューにも力を入れる理由としてはほかに、団体客の中に一定割合で含まれる生魚が苦手な客に対する配慮の面もある。2020年のマルハニチロの調査では、サイドメニューを2品以上頼む客は全体の6割を超えている。

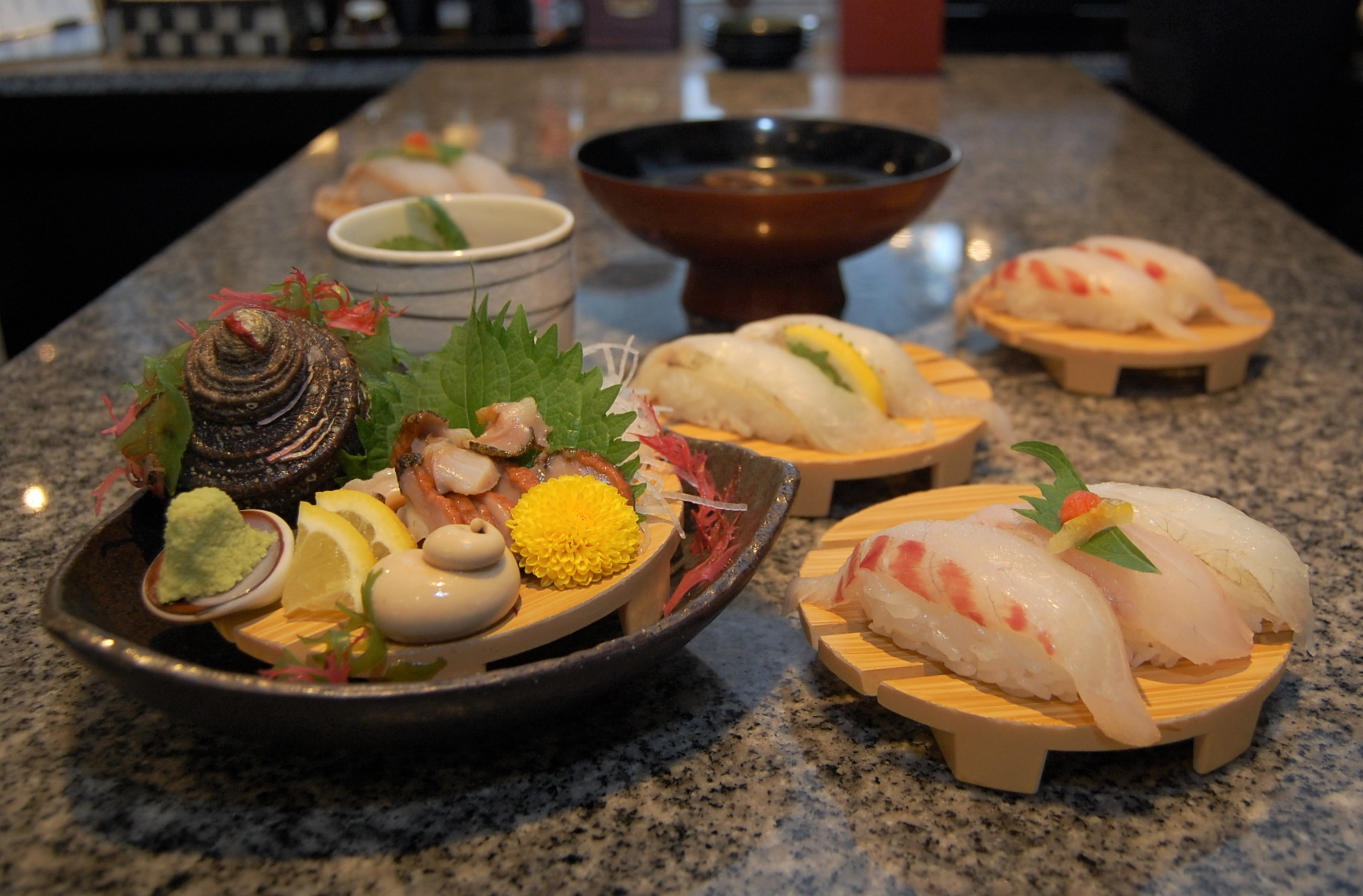
「力丸」（関西フーズ）では、全国の漁港などから仕入れた魚を客の目の前でさばくパフォーマンスを行うなど、低価格路線とは一線を画すグルメ志向の経営方針を打ち出し成功を収めている

こうした原価率の低いメニューをできるだけ多く客に提供するためにファミリー層をターゲットにしている。子供の好むポテトフライやから揚げ、ラーメン、デザート類を豊富にし、これらの価格設定を寿司よりも高めに設定している。このため回転寿司店の立地は、自家用車で家族連れが来店できる郊外や新興住宅地が多い。さらに、シャリはロボットで握らせて加工済みのネタを載せるだけにすることで寿司職人を置かず、タッチパネルで注文を取り、人件費と廃棄ロスを削減するなどの工夫がなされている。

### 高級路線
2020年代からは差別化のため、外部の寿司職人の協力で新たなメニューを開発する店もある。回らない寿司屋のように時価設定の皿も登場している。

## 設備

### 調理機器
当初、寿司自体は従来の寿司店と同じく人間が握っていたが、バブル崩壊後の1990年代から人件費を減らすため外食産業で機械化が進んだことで、回転寿司店にもシャリの調理や成形を自動で行う調理ロボットが導入されるようになった。メーカーとしてはオーディオテクニカなどが参入している。

### コンベア

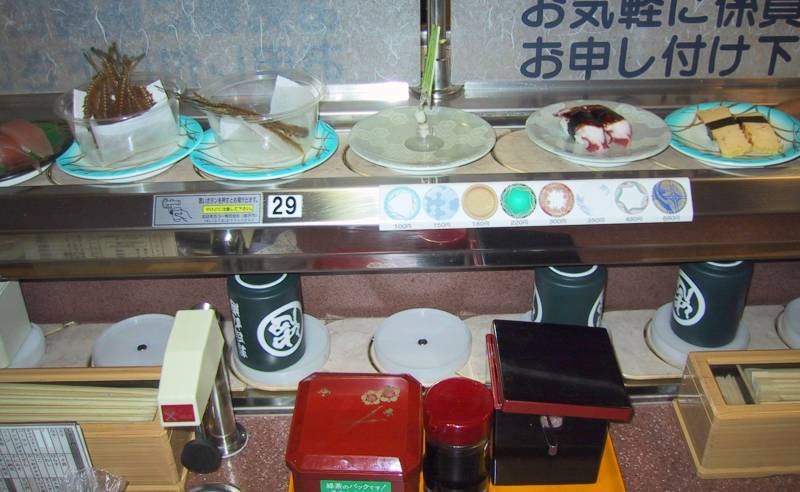
通常のコンベアの下に湯呑み用のコンベアも設置されている
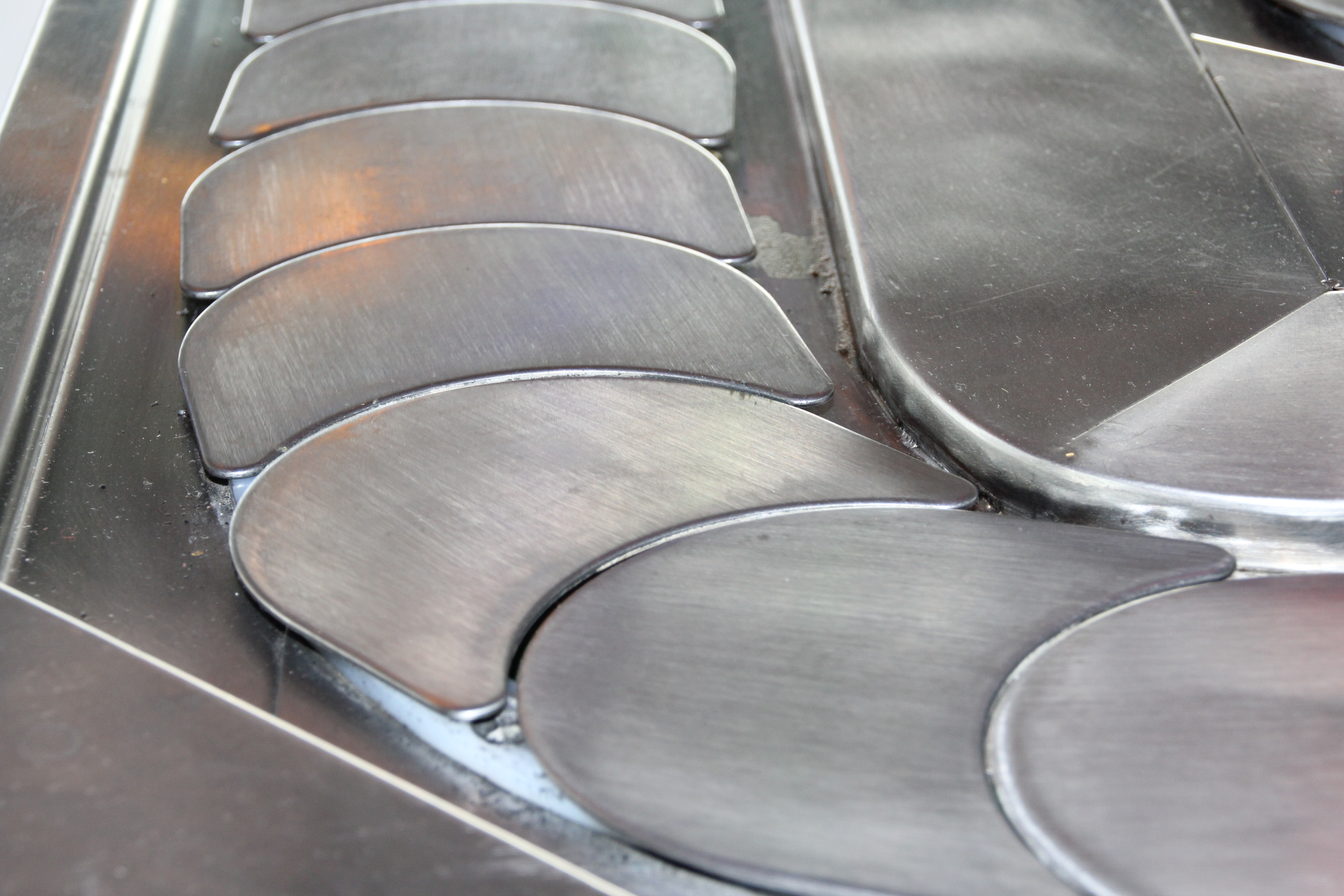
コンベアの細部

寿司を回転させるコンベアは、ほぼ100%が石川県で製造されており、金沢市の石野製作所（販売は北日本カコー）が約60%、白山市横江町の日本クレセントが約40%のシェアである。1974年（昭和49年）には石野製作所が「自動給茶機能付きコンベア」を開発し、以後「湯呑搬送コンベア」、「特急（新幹線）レーン・スタッフレスコンベア」（注文した品が通常と別のコンベアで搬送）、「鮮度管理システム」（一定の時間を経過した皿を自動的に排出）など、両社により新機構が開発されている。
対面型店舗では、皿を載せたコンベアは時計回りに回転するものが多く、これはカウンター席で箸を持った右利きの人が取りやすいようにとの配慮によるものである。ボックス席や非対面型店舗ではこの限りではない。また、前後二列で左右両方から流れてくるものは、内回り外回りの両方からとることができる店もある。コンベアのベルト長の日本最長は147m、日本最短は5mである。
コンベアを使用しない回転寿司としては、かつてかっぱ寿司が長野県長野市で1号店を創業した際に、水流によって小型の寿司桶を流して小皿を回していた例があるが、現在は全てコンベアとなっている。

様々なコンベアレイアウト
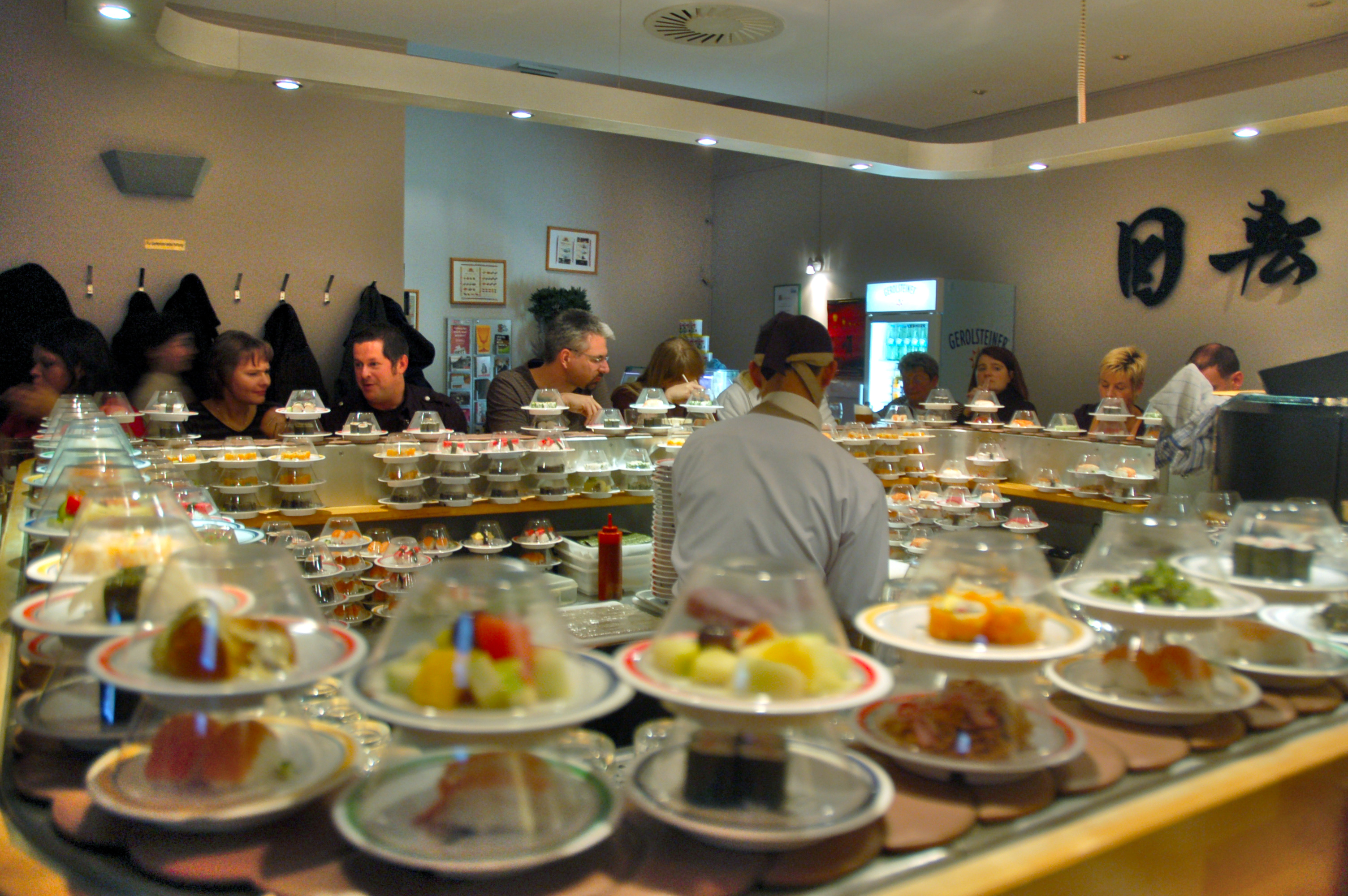
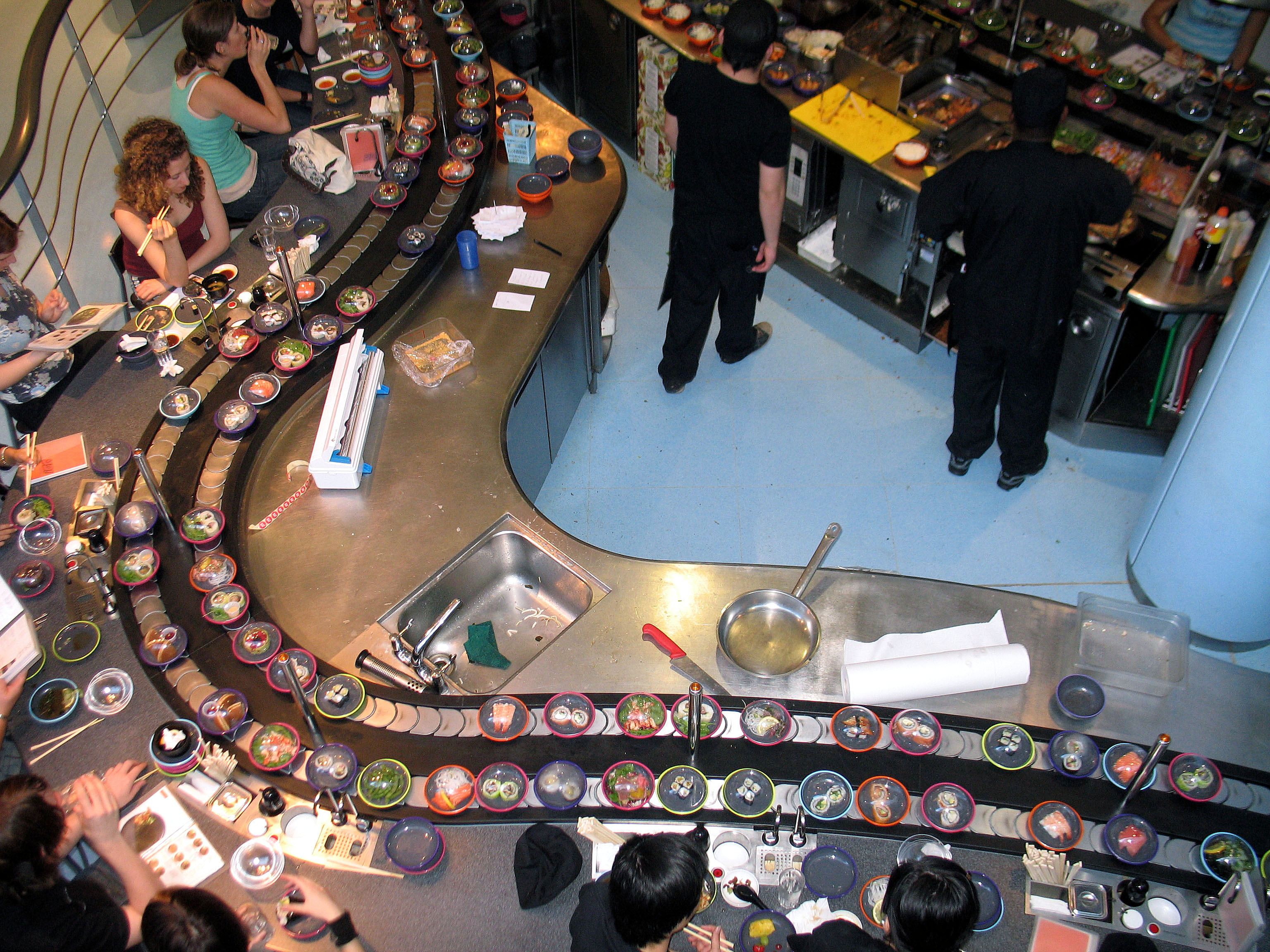
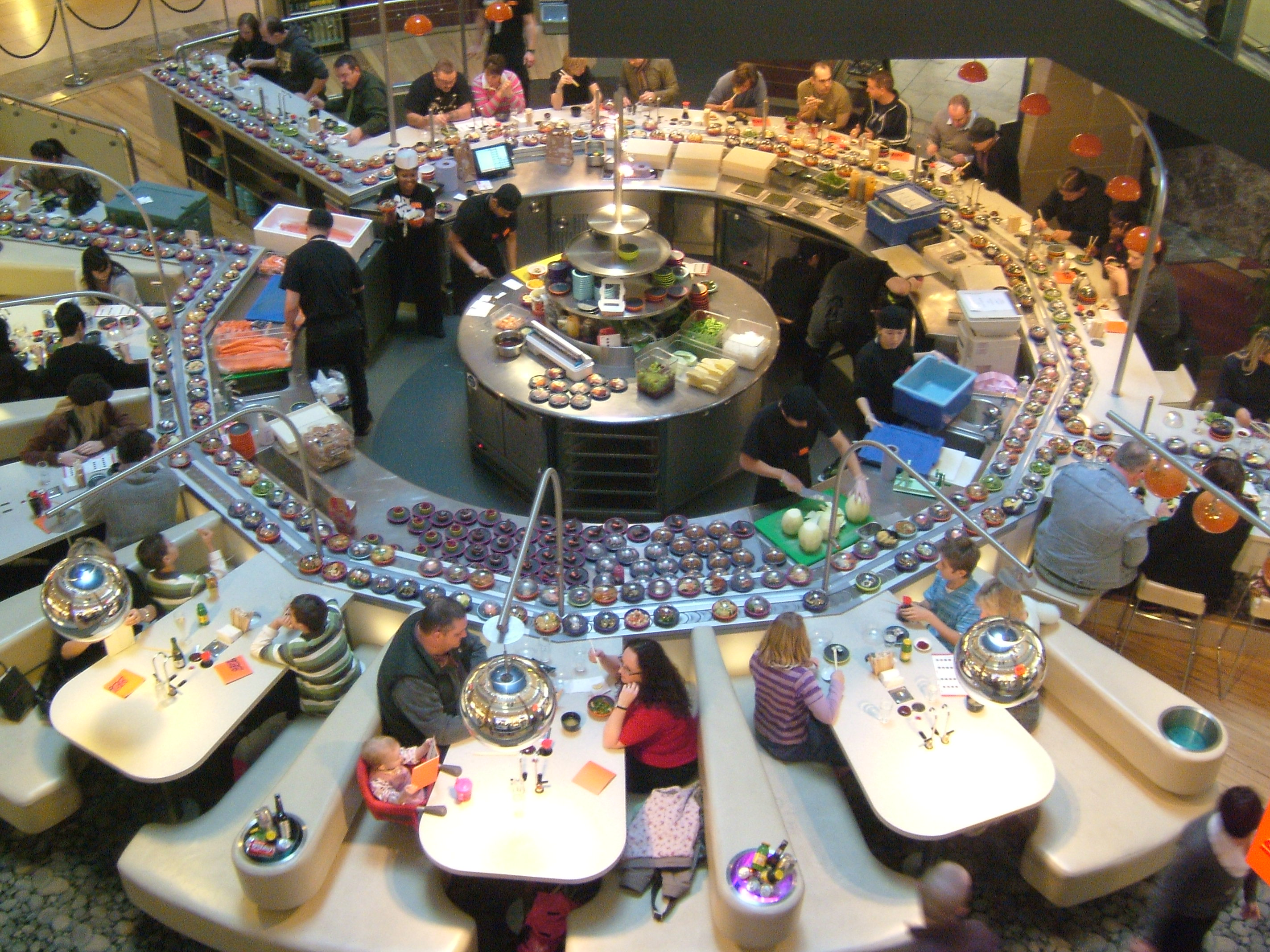
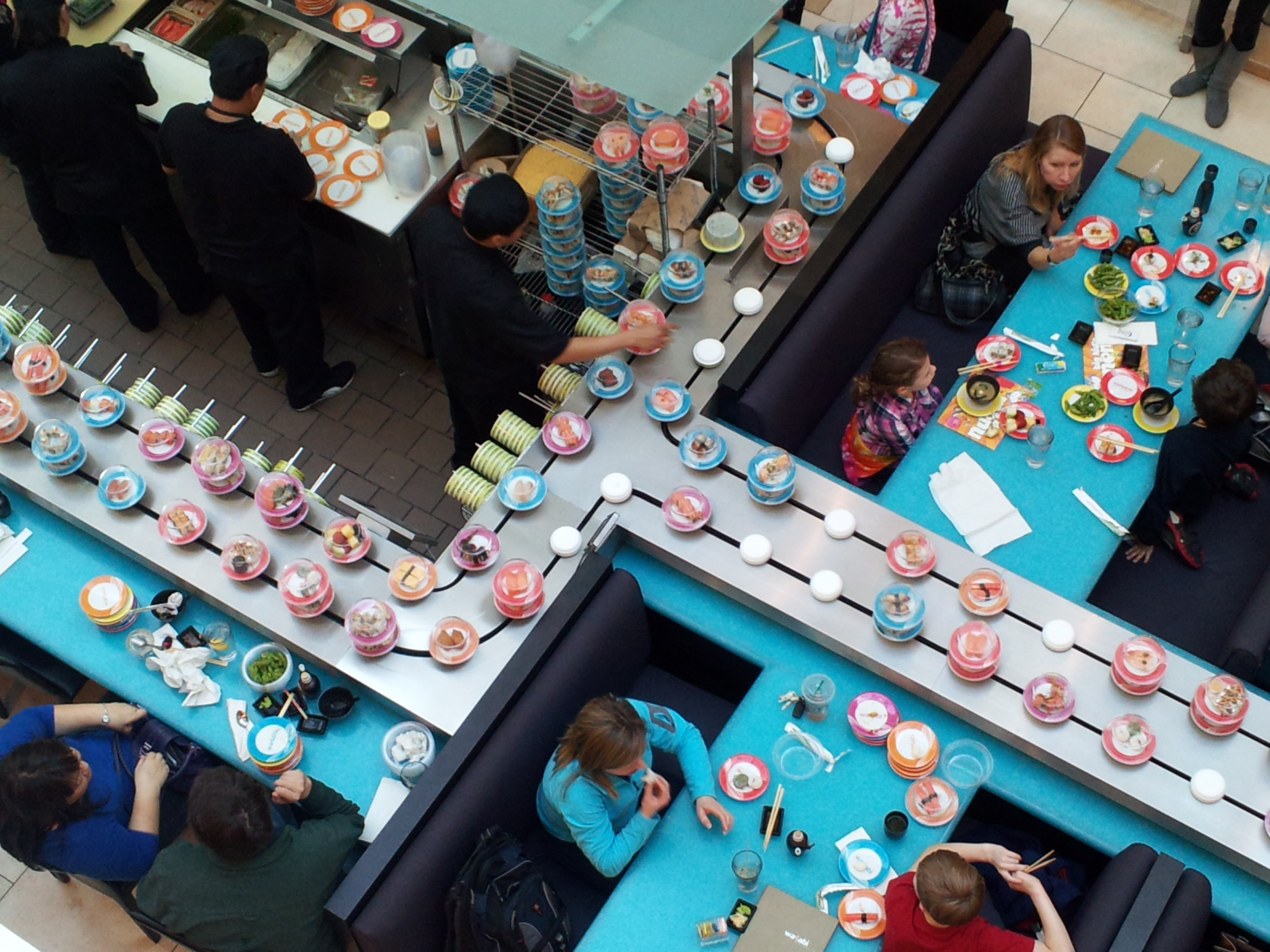

### 皿

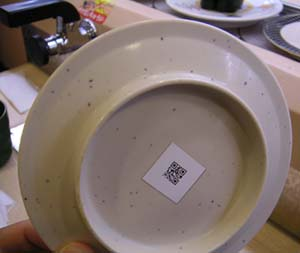
二次元バーコードが貼り付けられた皿
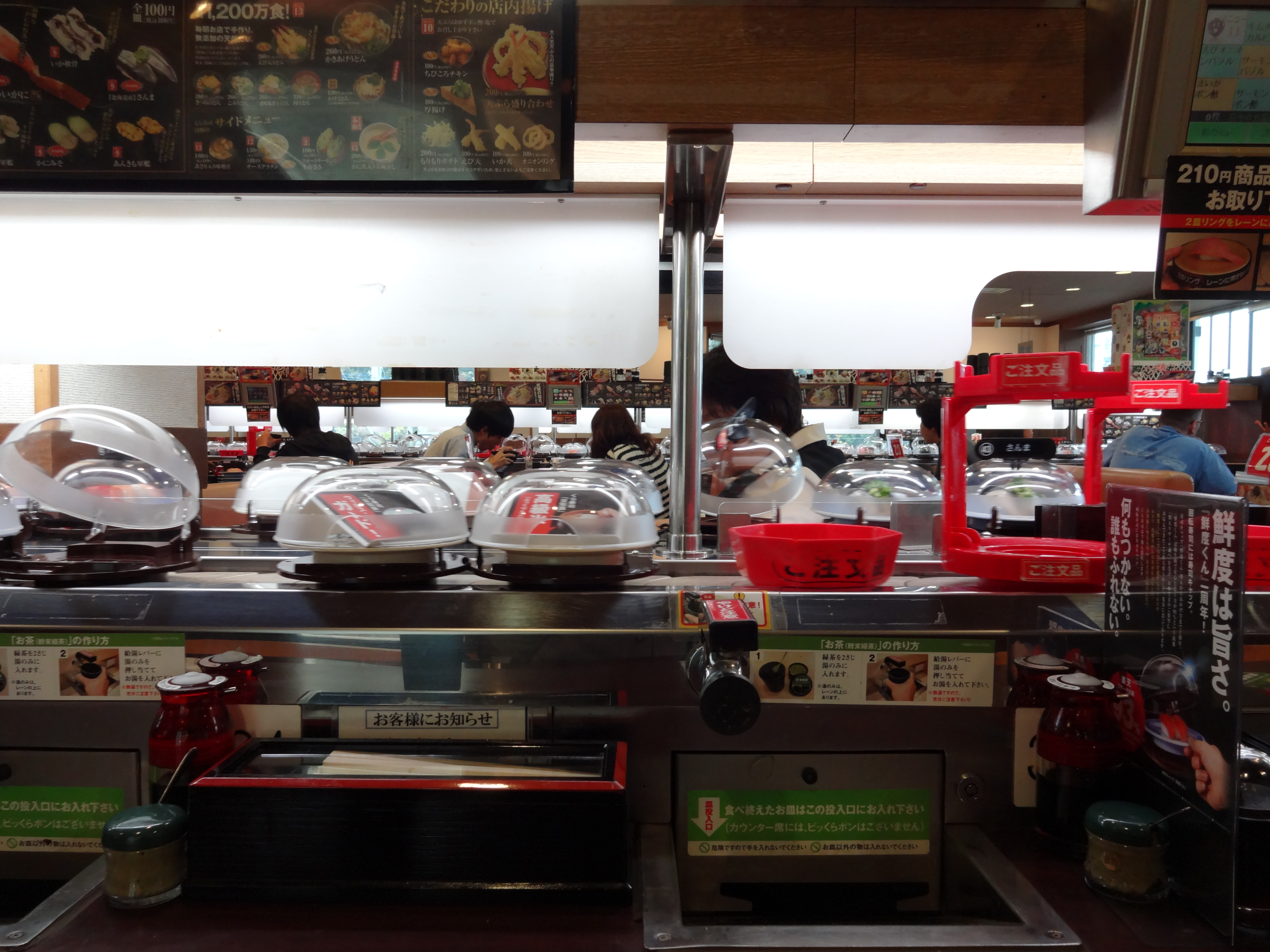
皿の投入口

低価格店を中心に作業効率の向上策として、通常のコンベア以外にも様々な独自設備が盛んに導入されている。使用済みの皿を効率的に回収できるように、カウンター内部に皿回収溝が流れている店もあり、客席ごとに皿の投入口が設置され、皿を投入すると数が自動計算され価格が表示されるようになっている。客に皿を進んで投入させるために、投入した皿の数で自動的に福引をする機能がついている場合もある。
更に、皿の裏に二次元バーコードやICタグを付けることにより、鮮度管理（コンベア上を一定時間以上流れたままになっている寿司を回収する）、売れ筋分析（どのネタがよく売れているか分析し、欠品や廃棄を少なくする）、会計処理効率化（ICタグリーダーで皿を読み取れば、瞬時に正確に料金が計算できる）を行うなど、IT化も進んでいる。
ネタ切れのないように店舗画像の抜き打ちチェックをしているところもある。作りたてを選べるようにコンベア上にはネタの写真やワサビ・塩などの調味料類が回っているだけの店や、液晶パネルに魚が海底で泳ぐ映像が流れ、目当ての魚に触れて選択することで注文ができるという店など、様々なものがある。

### 給茶装置

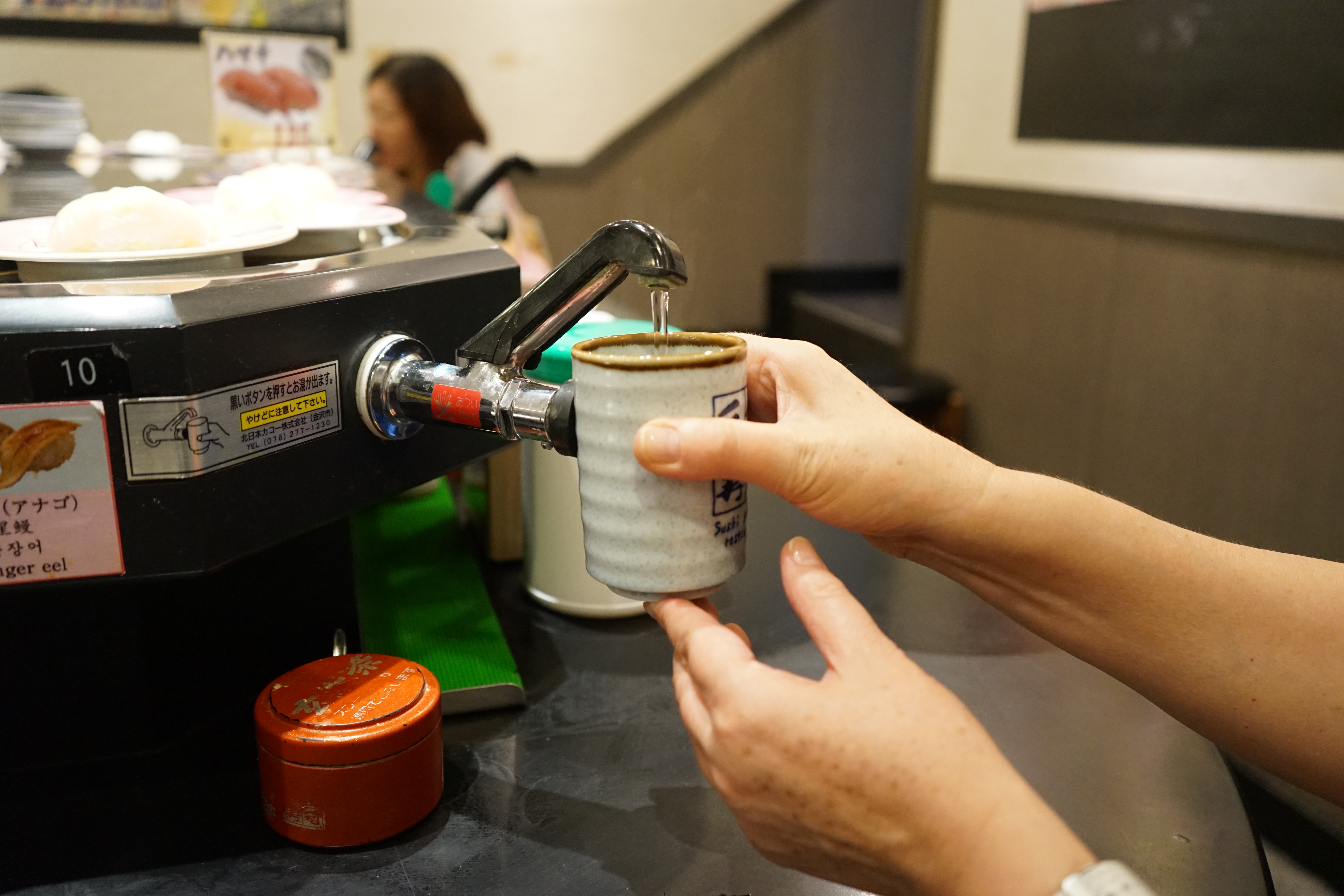
ボタンを押すと熱湯が出る

客席にはセルフサービスで茶を入れるための、ボタンを押すと熱湯が出る給茶装置が設置されている。幼児が誤って押さないよう、ボタンは不備がない程度に硬く設定してある。
回転寿司発祥当初、茶は寿司と同じくレーンで回していた。これでは倒れて危険であるため改善してほしい、と元禄寿司から石野製作所へ相談が持ちかけられた。石野製作所はラーメンにタレを注入する装置を応用し、給茶装置を開発、これを元禄寿司の既存のレーンの上に後付けした。その後、元禄寿司は新店開業に合わせて石野製作所へ給茶装置をともなった寿司コンベアを依頼した。石野製作所はこの給湯給茶装置付寿司コンベア機も開発し、実用新案特許を取得した。これを機に、石野製作所はそれまでの下請け加工業から食品機械製造業へと方向転換し、特急レーンの開発、コンベア軽量化などに取り組んでいく。

### 応用
回転式コンベアを設けずに厨房と直通の高速レーンのみを設置して、タッチパネルによる完全注文式とした回転寿司の技術が通常の寿司店に応用されている。
また中国などでは、回転式コンベアで火鍋の具を運ぶ「回転火鍋」と呼ばれる業態が広く普及しており、日本にも同業態の店が進出している。この業態では、あらかじめカウンターに一人用のIHコンロが埋め込まれており、客はベースとなるスープを選んで鍋をコンロにかけ、コンベアから好きな具を取って鍋に投入する。

## 回転寿司チェーンの展開

### 日本
| 順位 | 店名                          | 本社     | 店舗数 |
| ---- | ----------------------------- | -------- | ------ |
| 1    | スシロー                      | 大阪府   | 644    |
| 2    | はま寿司                      | 東京都   | 609    |
| 3    | くら寿司                      | 大阪府   | 551    |
| 4    | かっぱ寿司                    | 神奈川県 | 288    |
| 5    | - 元気寿司 - 魚べい           | 栃木県   | 174    |
| 6    | 銚子丸                        | 千葉県   | 82     |
| 7    | 回転寿司みさき                | 東京都   | 75     |
| 8    | - がってん寿司 - 函太郎       | 埼玉県   | 70     |
| 9    | にぎり長次郎                  | 大阪府   | 63     |
| 10   | - にぎりの徳兵衛 - 海鮮アトム | 神奈川県 | 41     |

日本国内では、業界首位のスシロー、2位のはま寿司、3位のくら寿司、かっぱ寿司が全国に展開している。
他の回転寿司チェーンは、一皿数百円の価格設定を中心に展開するチェーンや、これと100円均一店とを平行して展開するチェーンなど、多数の企業がしのぎを削っている。これらの店舗展開は主に本社所在地や出身地の周辺地域に偏在しており、「がってん寿司」は半数近くが埼玉県、「銚子丸」は全店が関東地方に所在しているほか、「元気寿司」は関東地方、「にぎりの徳兵衛」・「海鮮アトム」は中部地方にそれぞれ過半数の店舗が集中しているなど、地域によって店舗数の上位チェーンは大きく異なる。また、はま寿司は3分の1の店舗が関東地方に偏在し、回転寿司発祥の「元禄寿司」は大阪府と兵庫県に合わせて10店舗を直営している（本節の店舗数などは、いずれも2024年（令和6年）7月時点）。
回転寿司チェーンが、配置はそのままで回転コンベアを無くして直通の高速レーンのみを設置し、注文後に調理する形式の寿司店（回らない回転寿司）も展開している。

#### 高級回転寿司の登場

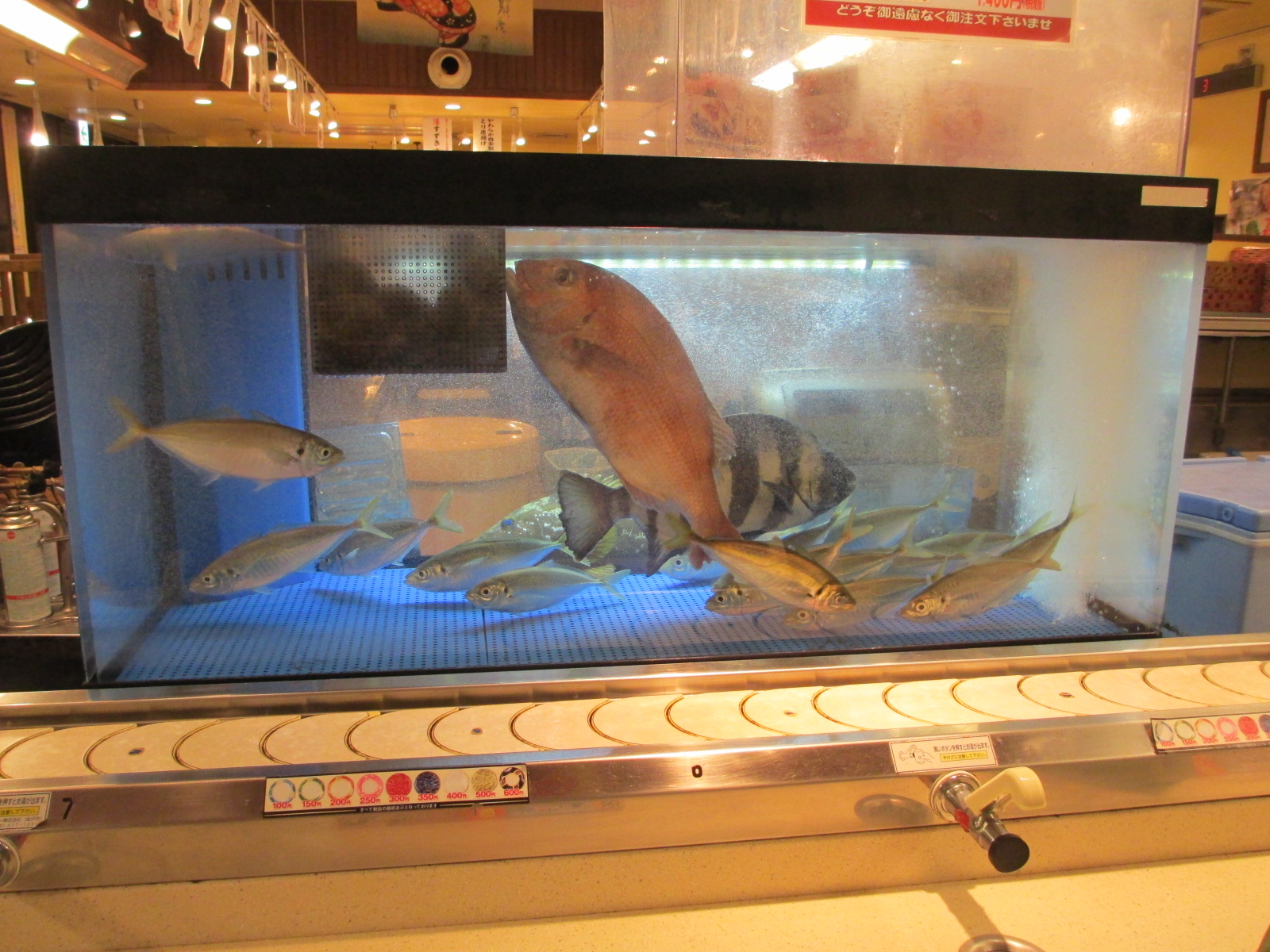
いけすの置かれた店舗（力丸）

安く食べられることを売りとする回転寿司ではあるが、近年では高級ネタを売りにした「グルメ回転寿司店」も登場している。立地としては漁港や海沿いの都市・県庁所在地の一等地等に店舗を構え、近海で取れる魚や高級魚を売りにした商品が多い一方、チェーン店展開により、くら寿司やスシローの様にタッチパネルを設置して、気軽に注文できるようにした店舗や、ポイントサービスの実施、デザートやコロッケ等のメニューを販売する等して、家族連れも気軽に入れるように工夫をしている。
また、低価格路線とは一線を画すグルメ志向の展開を行う企業もある。兵庫県西部を中心に「力丸」の店名で15店舗を展開する関西フーズは、店内にいけすを設置、全国の漁港や地元の播州播磨前捕れの新鮮な魚を使用し、客の目の前でさばくなどの演出を行い、安さだけではなくグルメ志向の回転寿司の路線で成功した。
高級路線はレーン上で回転させない方がメリットが大きいとされ、2023年（令和5年）以降、多くの店舗がフルオーダー制に移行している。

### 日本国外への普及

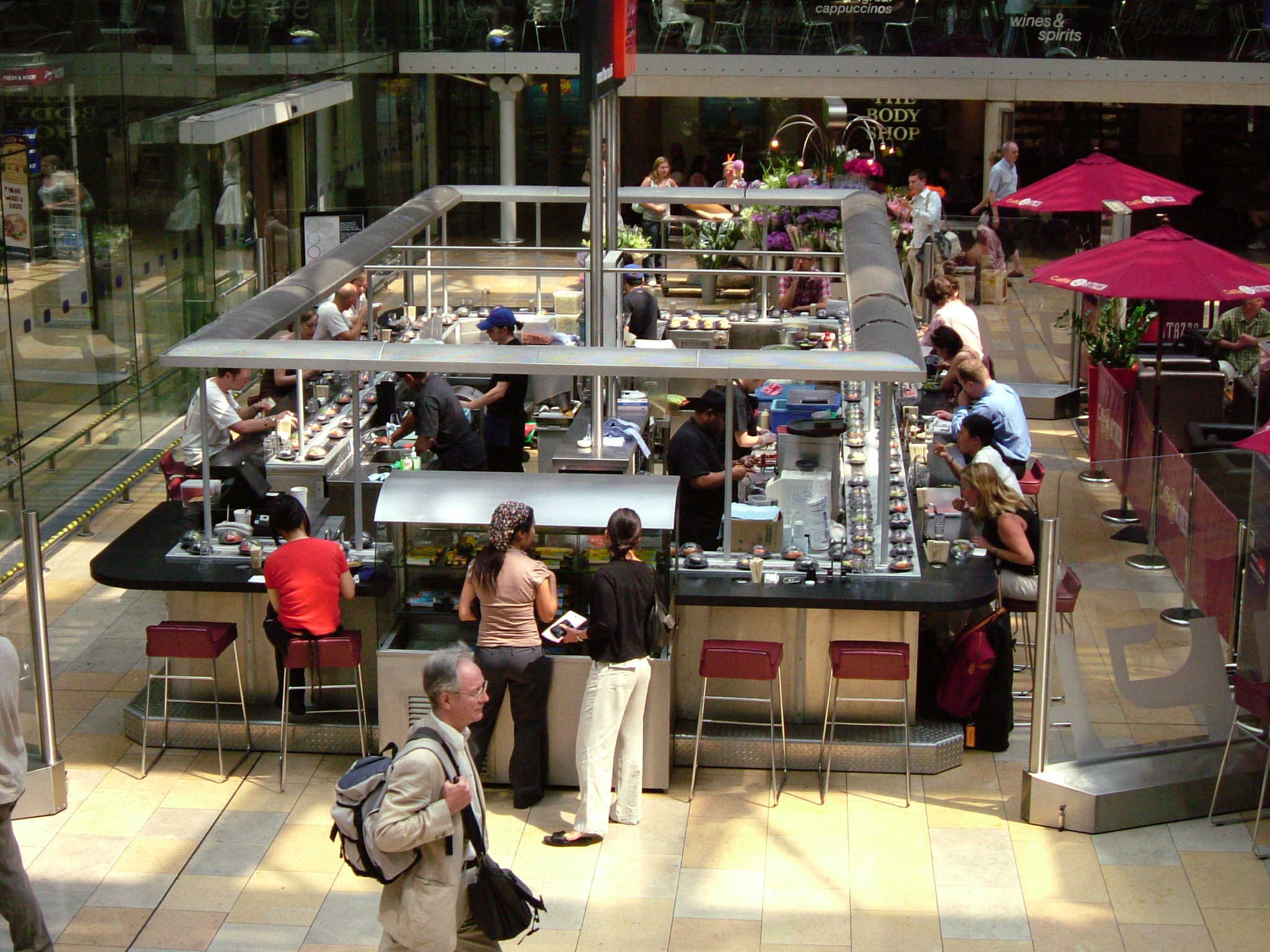
ロンドンのパディントン駅構内のYo! Sushi

1990年代末に、イギリスのロンドンで回転寿司に人気が集まった。人気に拍車をかけたのは「Yo! Sushi」というチェーン店で、1997年（平成9年）にソーホーで開業し、その後イギリス国内に次々と開店、1999年（平成11年）にパディントン駅構内のプラットホーム上に回転寿司店を出店したことで注目を浴びた。開業後大きな人気を呼び、創業者のサイモン・ウッドロフ（Simon Woodroffe）はイギリスの外食産業で大きな地歩を獲得したと報道されている。寿司について、『週刊サンデータイムス』が「ロンドンで最高」と評価したこともある。
日本と同様に、商品の価格を皿の色で区別するシステムを採用している。コンベアに並ぶのは寿司のほか、刺身、天ぷら、焼きうどん、カツカレー、日本酒、どら焼きなど日本食から、紅茶、パン、ケーキ、果物、また唐辛子入り鶏ラーメン、鶏のから揚げ、餃子までを揃えて、日本料理店として現地の好みに合わせたメニューを工夫している。提供される寿司はカリフォルニアロールのような裏巻きが多くを占めている。
現在、ロンドン市内のハーヴェイ・ニコルズやセルフリッジなどの高級デパート内、さらにヒースロー国際空港内など20か所以上の店舗を展開し、さらにフランスや中東のドバイにも進出したほか、2006年（平成18年）にも新店舗を開くと発表、アメリカ合衆国進出を狙っているとする指摘も少なくない。また、オーストラリアでは「スシトレイン」がチェーン展開している。
台湾でも、現地企業の争鮮（SUSHI EXPRESS）が、台湾、香港、中国本土、シンガポール、タイにおいて回転寿司チェーンを展開している。韓国でも、回転寿司店が見られる。
日本のチェーンも、元気寿司がハワイやアジアに数十店舗を展開するほか、マリンポリスがアメリカ本土に「SUSHI LAND」の店名で十店舗以上を出店している。
同時に調理ロボットの海外需要も増加している。

## 寿司種
「タネ」と言う。また、職人が使う符丁として「ネタ」と逆に読んだ。種類については寿司#種類を参照。回転寿司では本来寿司として使われない寿司種もあり、回転寿司に特有なものを挙げる。
- 魚介類（ビントロ、カニカマ、うなぎ、サーモン）
- 肉類（カルビ、チャーシュー、ハンバーグ、ローストビーフ、ベーコン、てりやきチキン、ハム、ソーセージ）
- 揚げ物（天ぷら、カツ、エビフライ、から揚げ）
- その他（サラダ、コーン、ツナマヨネーズ）

他の外食産業と比べ原価率が35 - 40%と高いことで知られる。また、輸入食材は為替相場に左右されやすい。廃棄率は顧客のデータ解析を行う大手で3%、解析システムを導入していない場合は10%になるという。

### 代用魚
元々ファミリーレストランなどの外食産業の原価率は平均して30%程度程度であることと比較して、一般的な回転寿司店でのそれは50%程度と高い。そのため、一部安価な店舗では代用魚が用いられている。
2003年（平成15年）のJAS法改訂以降は、これらの名称を使用しないこととすると定められている。
2005年（平成17年）の週刊誌記事（週刊女性、2005年3月1日号）によると、公正取引委員会は「回転寿司の場合“こんな安い値段で本物ができるはずがない”という認識を多くの消費者が持っている」として、排除命令などは出せないと回答している。この記事に対してくらコーポレーションが「100円回転寿司店すべてが代替ネタを使用していると誤解を与える」として損害賠償請求訴訟を起こしたが、記事中で言及されていたネタ種や店舗数がくら寿司とは異なっていたため「記事はくら寿司を特定しているものではない」として請求棄却されている。

#### 上記記事内に列挙されていた代用魚の例
- 黒マグロ・大トロ・中トロ → ガストロ
- 鯛 → テラピア
- ブリ → イボダイ
- マグロ赤身・ネギトロ → アカマンボウ
- スズキ → ナイルパーチ
- マダイ・ヒラメ・スズキ・アイナメ → アメリカナマズ
- アワビ → ロコ貝
- アナゴ → ウミヘビ（ウミヘビ科）

## 衛生面での安全性

衛生対策
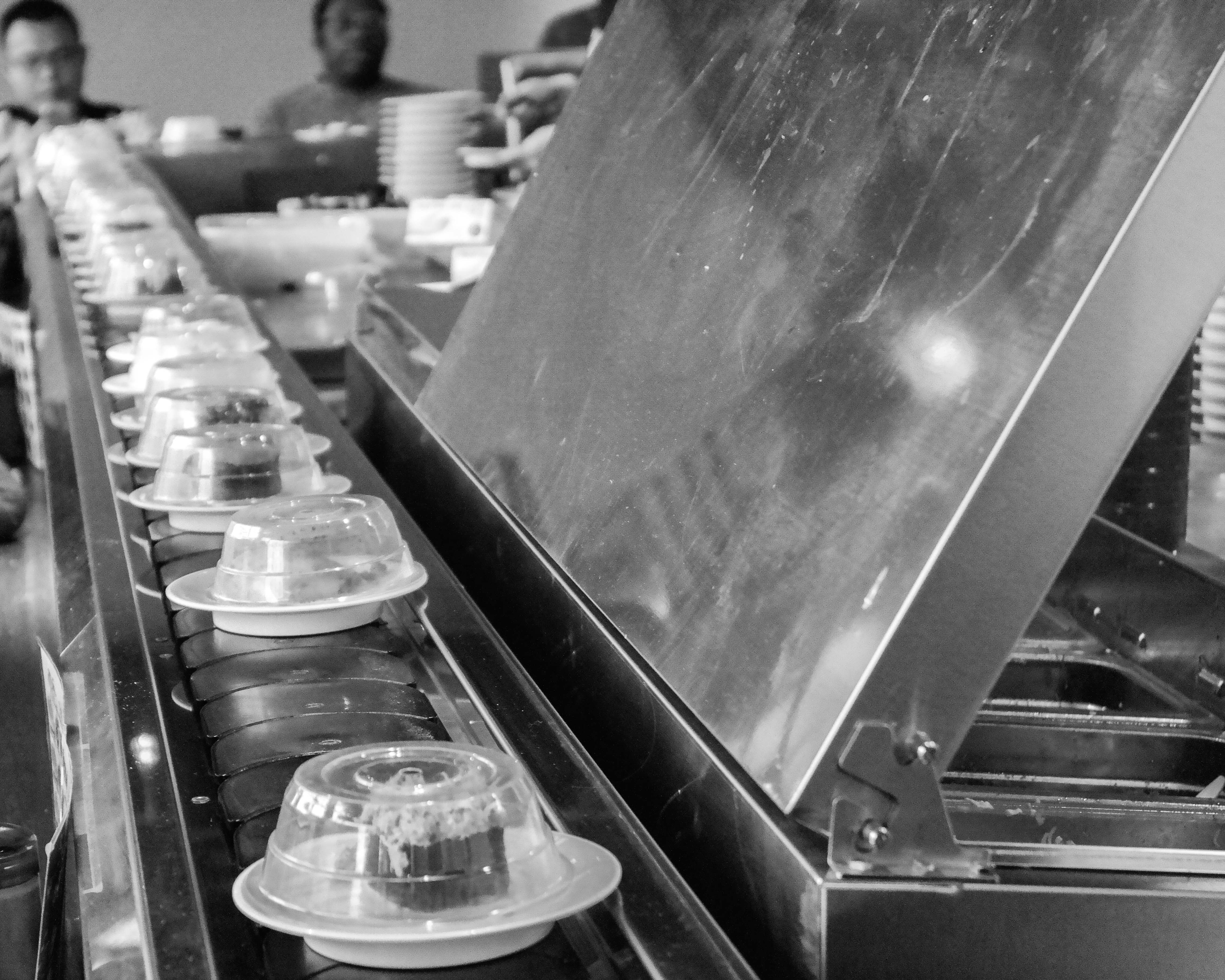
カバーがかぶされた寿司皿
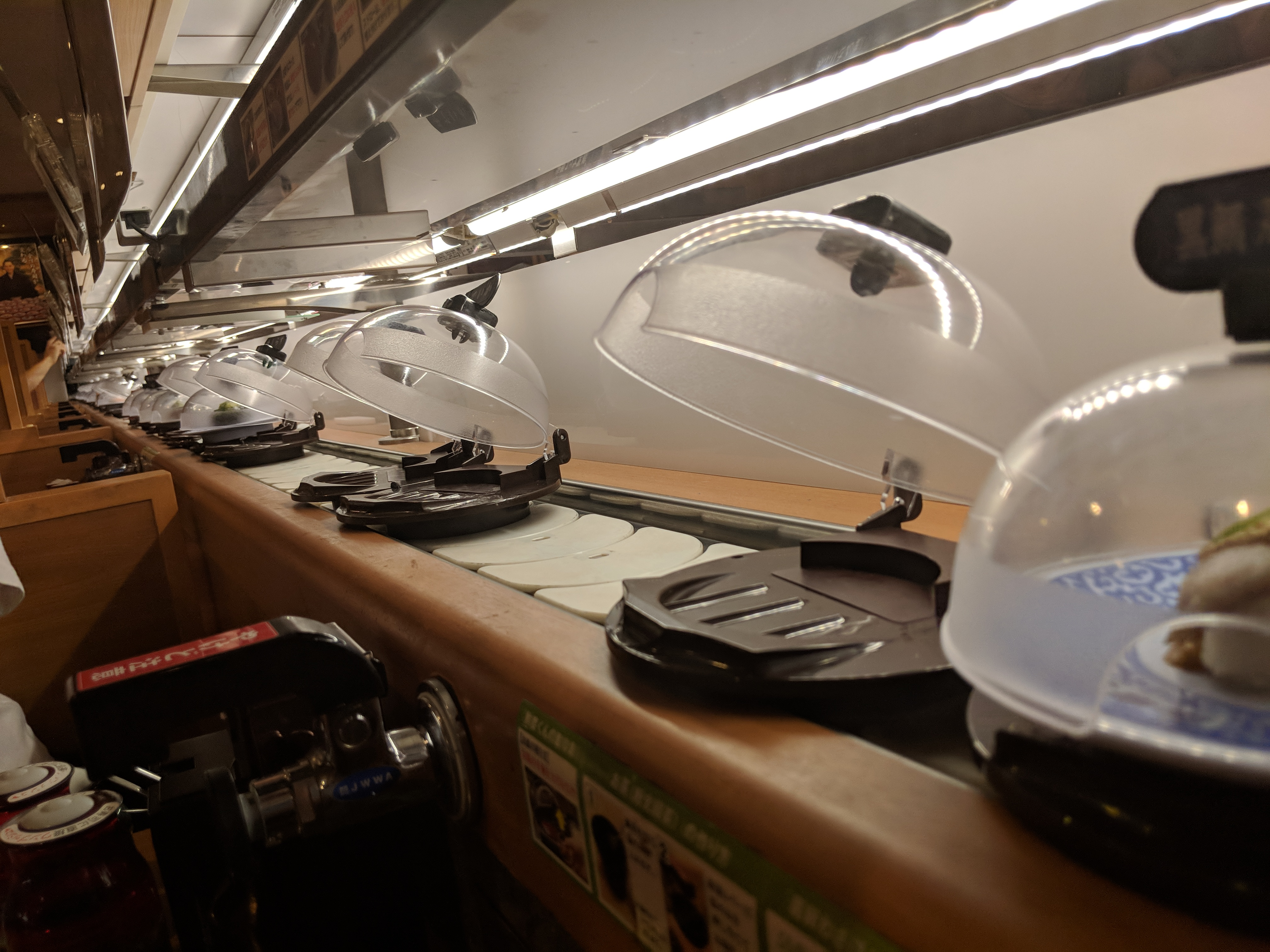
寿司皿を取る際に開くカバー
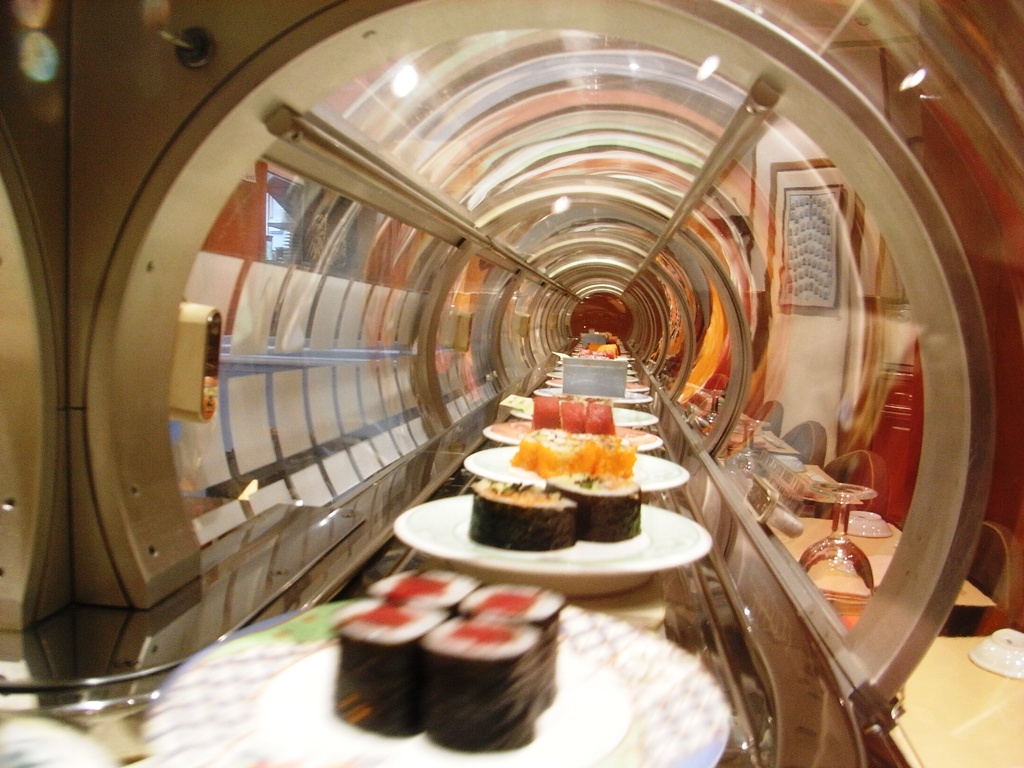
コンベアを覆う透明な筒

飲食物の細菌学的安全性を継続的に調査している東京家政学院大学らの研究グループの報告によれば、2店舗で提供されていた非加熱のネタ複数種類に対し、食品衛生学的知見から調査を行った結果、細菌数では食品衛生法の基準値以下であったが、大腸菌群は双方の店舗で提供されていたネタから検出された。特に、食中毒を発生させる可能性が有るため食品衛生法で規制されている糞便汚染の可能性を示すとされる糞便系大腸菌群（Escherichia coli）が検出されたほか、腸炎ビブリオ（Vibrio parahaemolyticus）食中毒の原因菌が分離同定され安全性に問題があると指摘している。
寿司が店内を移動し誰でも触れる状態であるため、スシロー迷惑動画事件のような迷惑行為が発生する遠因ともなっている。

## その他

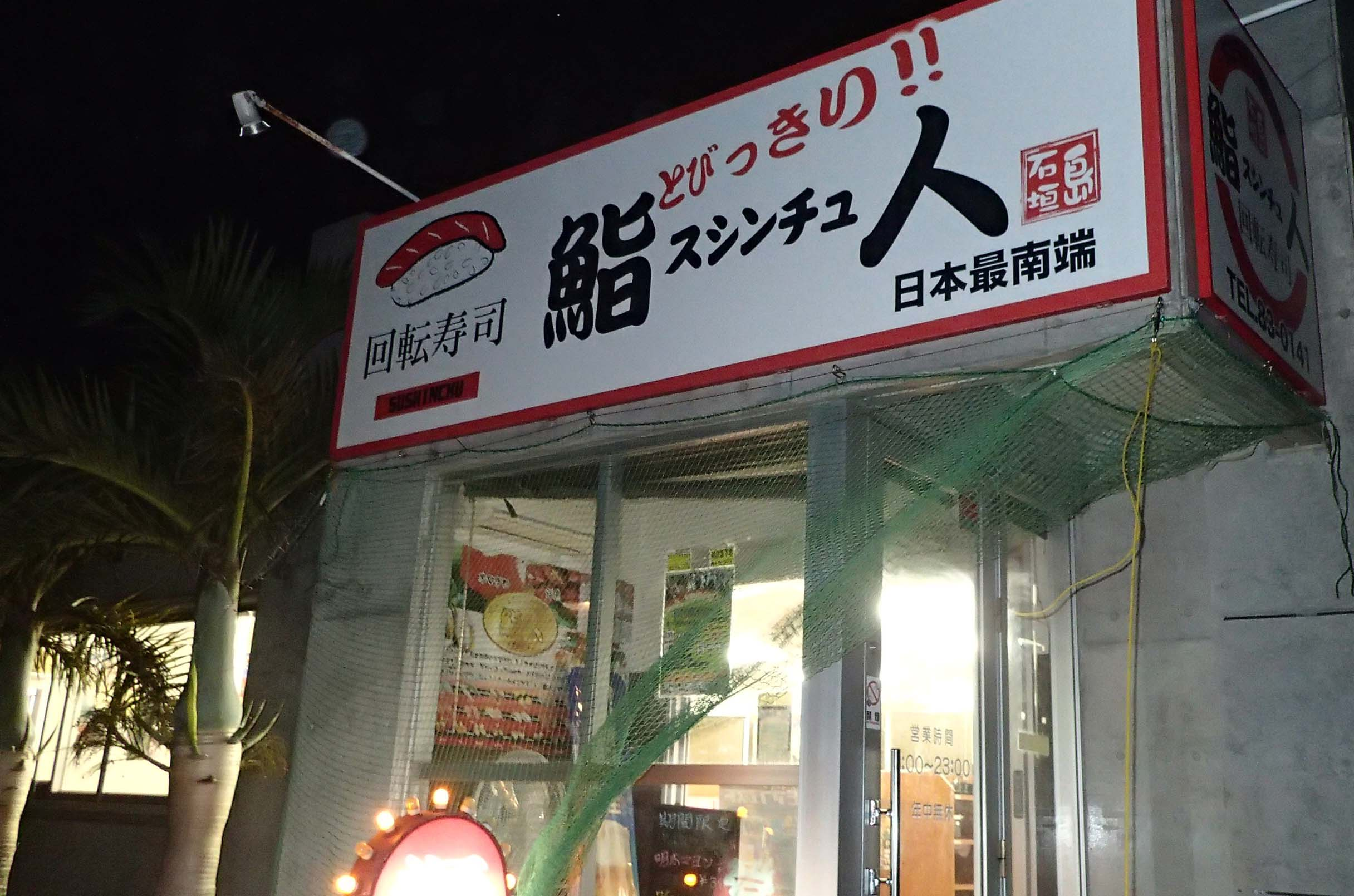
鮨人（沖縄県石垣市）

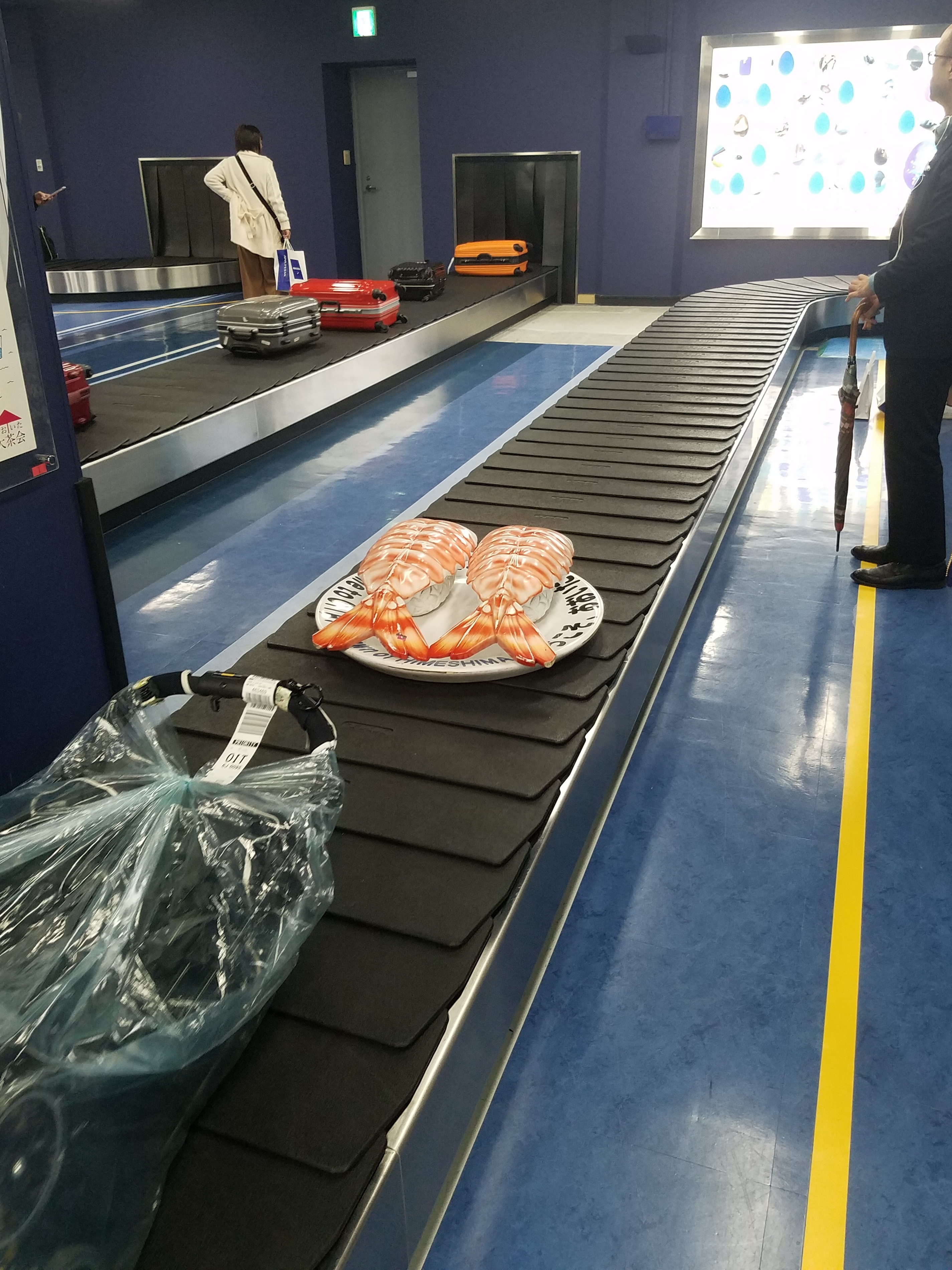
ターンテーブルに置かれた寿司皿のオブジェ（大分空港）

- 日本最南端の回転寿司店は、沖縄県石垣市真栄里にある「鮨人」（すしんちゅ）である[34]。
- 大分空港では地元の海産物をPRするため、2007年（平成19年）から手荷物ターンテーブルを回転寿司に見立てて、巨大な寿司皿のオブジェを流している[35]。